# Liste der Biografien/Hec
Liste der Biografien |
Portal Biografien |
Personensuche
# |
A |
B |
C |
D |
E |
F |
G |
H |
I |
J |
K |
L |
M |
N |
O |
P |
Q |
R |
S |
T |
U |
V |
W |
X |
Y |
Z |
?
 
Ha |
Hd |
He |
Hi |
Hj |
Hk |
Hl |
Hm |
Hn |
Ho |
Hr |
Hs |
Ht |
Hu |
Hv |
Hw |
Hy
 
Hea |
Heb |
Hec |
Hed |
Hee |
Hef |
Heg |
Heh |
Hei |
Hej |
Hek |
Hel |
Hem |
Hen |
Heo |
Hep |
Heq |
Her |
Hes |
Het |
Heu |
Hev |
Hew |
Hex |
Hey |
Hez
Die Liste der Biografien führt alle Personen auf, die in der deutschsprachigen Wikipedia einen Artikel haben. Dieses ist eine Teilliste mit 481 Einträgen von Personen, deren Namen mit den Buchstaben „Hec“ beginnt.

## Hec

### Hece
- Heceta, Bruno de (1743–1807), spanischer Seefahrer und Entdecker

### Hech
- Hechanova, Rafael (1928–2021), philippinischer Basketballspieler
- Hechavarría, Andy (* 2000), kubanischer Dreispringer
- Hechavarría, Bárbara (* 1966), kubanische Diskuswerferin
- Hechavarría, Zurian (* 1995), kubanische Hürdenläuferin
- Hechberger, Werner (* 1963), deutscher Historiker
- Heche, Anne (1969–2022), US-amerikanische Schauspielerin, Drehbuchautorin und FilmregisseurinAnne Heche (1969–2022)

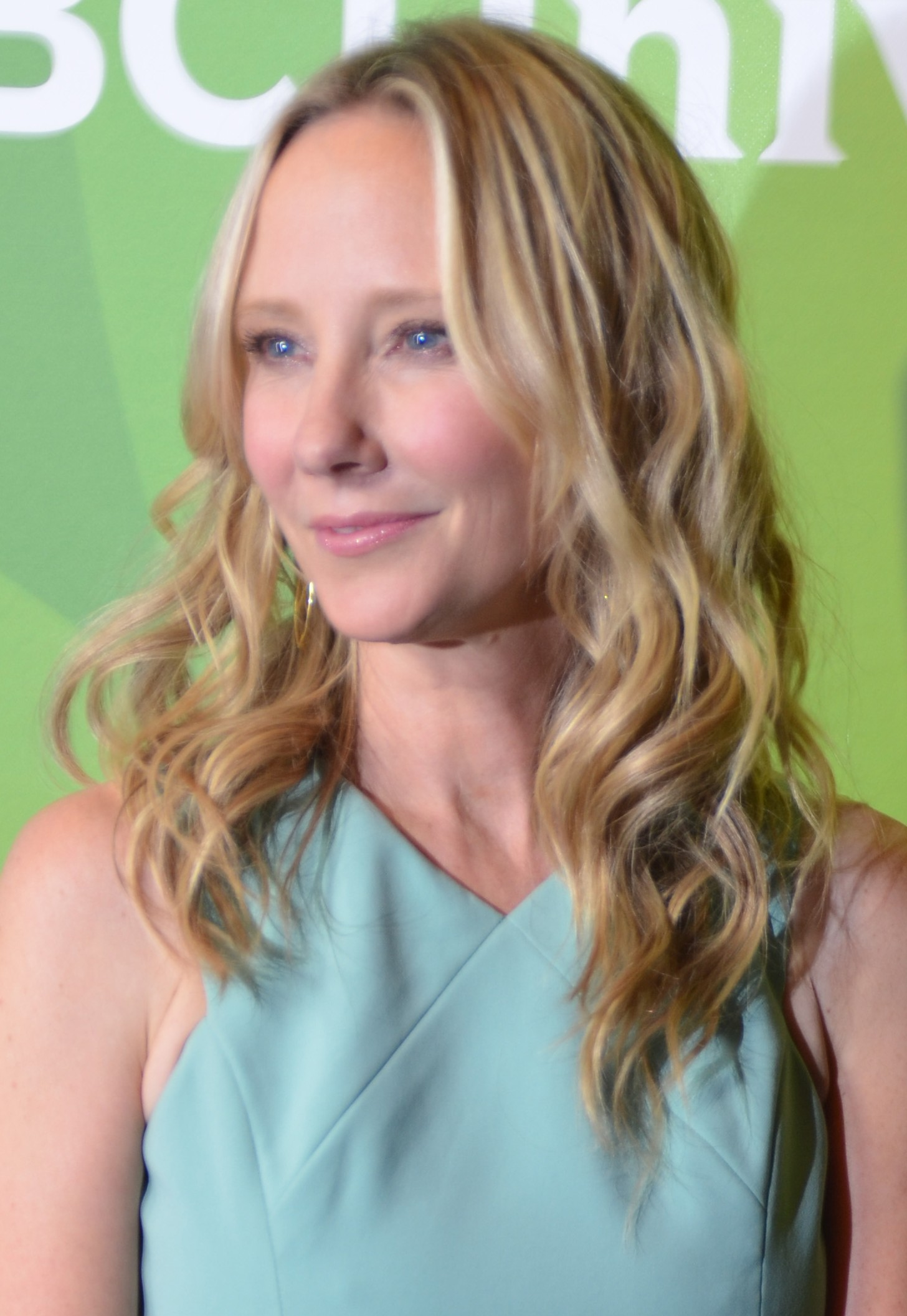
Anne Heche (1969–2022)

- Hêche, Claude (* 1952), Schweizer Politiker (SP)
- Heche, Wegesa Charles (* 1981), tansanischer Politiker und Vorsitzender der Jugendorganisation der Chadema
- Hechelhammer, Bodo (* 1968), deutscher Historiker
- Hechelmann, Adolf (1905–1962), deutscher Schriftsteller und Übersetzer
- Hechelmann, Friedrich (1948–2024), deutscher Maler und Buchillustrator
- Hechenberger, Anton (1902–1923), deutscher Schlosser und Teilnehmer am Hitlerputsch
- Hechenberger, Heinz (* 1963), österreichischer Radrennfahrer
- Hechenberger, Josef (* 1974), österreichischer Bauernfunktionär und Politiker (ÖVP), Abgeordneter zum Nationalrat
- Hechenberger, Martin (1836–1919), deutscher Orgelbauer
- Hechenberger, Max (* 1870), deutscher Orgelbauer
- Hechenberger, Reinhard (* 1972), österreichischer Badmintonspieler
- Hechenbichler, Josef (* 1945), österreichischer Politiker (ÖVP), Landtagsabgeordneter in Tirol
- Hechenblaickner, Franz (1896–1987), österreichischer Politiker (SPÖ), Landtagsabgeordneter
- Hechenblaikner, Lois (* 1958), österreichischer Fotograf
- Hechenblaikner, Manuel (* 1990), österreichischer Handballspieler
- Hechenrieder, Florian (* 1986), deutscher Eishockeytorwart
- Hecher, Alfons (* 1943), deutscher Ringer
- Hecher, Lorenz (* 1946), deutscher Ringer
- Hecher, Traudl (1943–2023), österreichische Skirennläuferin
- Hechevarría, Cristina (* 1948), kubanische Sprinterin
- Hechildis, Äbtissin des Klosters Liesborn
- Hechinger, Franz Sales (1800–1887), deutscher Orgelbauer
- Hechinger, Fred (* 1999), amerikanischer SchauspielerFred Hechinger (* 1999)

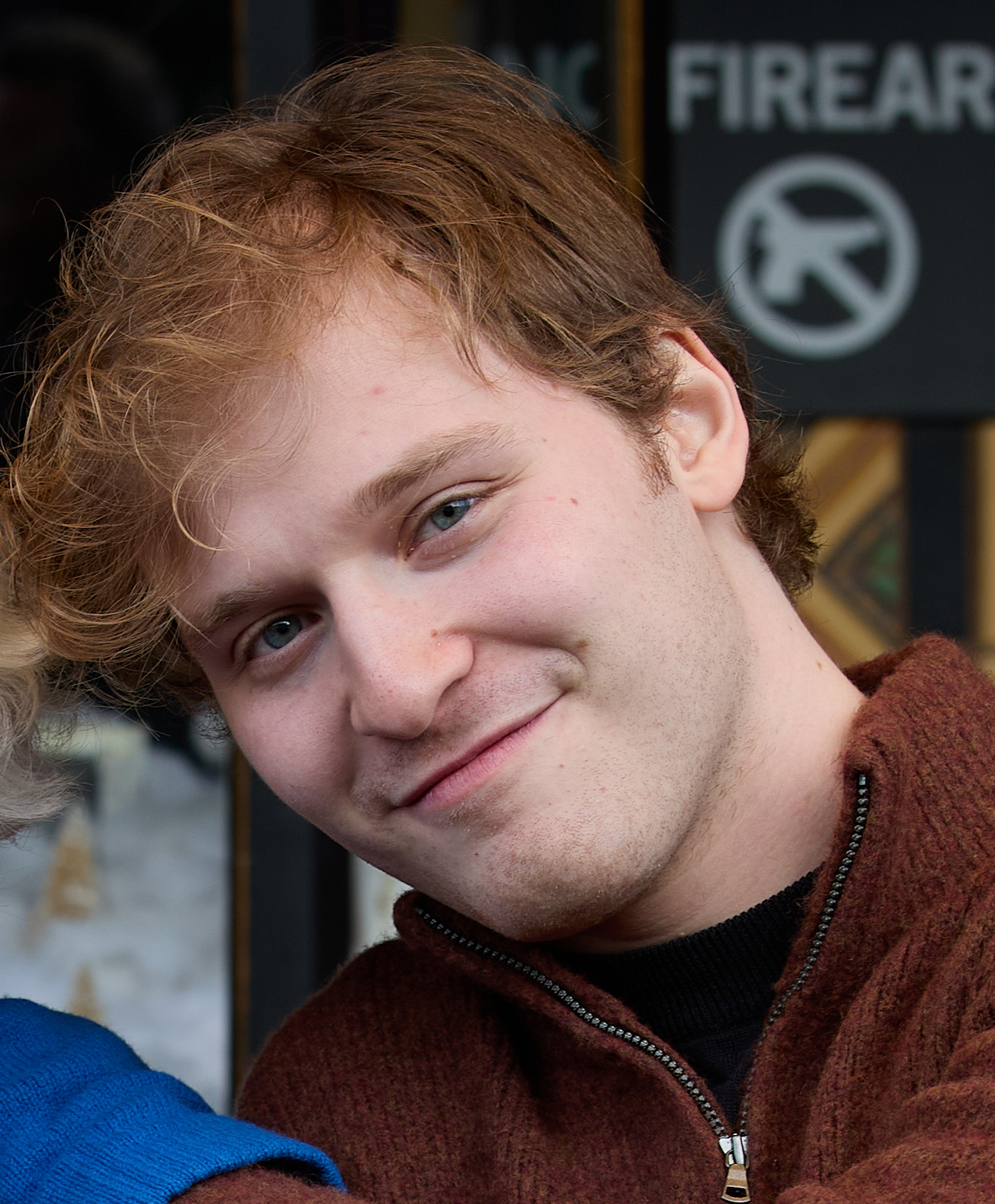
Fred Hechinger (* 1999)

- Hechinger, Stephan (* 1793), österreichischer Orgelbauer
- Hechler, Eduard (1838–1910), deutscher Architekt und kommunaler Baubeamter
- Hechler, Hans, Schweizer Autor
- Hechler, Janina (* 1999), deutsche Fußballspielerin
- Hechler, Karl (1840–1898), Landtagsabgeordneter Großherzogtum Hessen
- Hechler, Katharina (* 2000), deutsche Radsportlerin
- Hechler, Katrin (* 1969), deutsche politische Beamtin (SPD)
- Hechler, Ken (1914–2016), US-amerikanischer Politiker
- Hechler, William (1845–1931), anglikanischer Geistlicher und Unterstützer Theodor Herzls sowie des politischen Zionismus
- Hecht, Abraham (1922–2013), US-amerikanischer orthodoxer Rabbiner
- Hecht, Anthony (1923–2004), amerikanischer Lyriker und Schriftsteller
- Hecht, Arno (1932–2014), deutscher Pathologe, Hochschullehrer in Ost-Berlin und Leipzig
- Hecht, Arnold († 1411), Bürgermeister der Rechtstadt Danzig (1407 bis 1411)
- Hecht, Axel (1944–2013), deutscher Kunstjournalist
- Hecht, Ben (1894–1964), US-amerikanischer Journalist, Schriftsteller, Drehbuchautor und FilmregisseurBen Hecht (1894–1964)

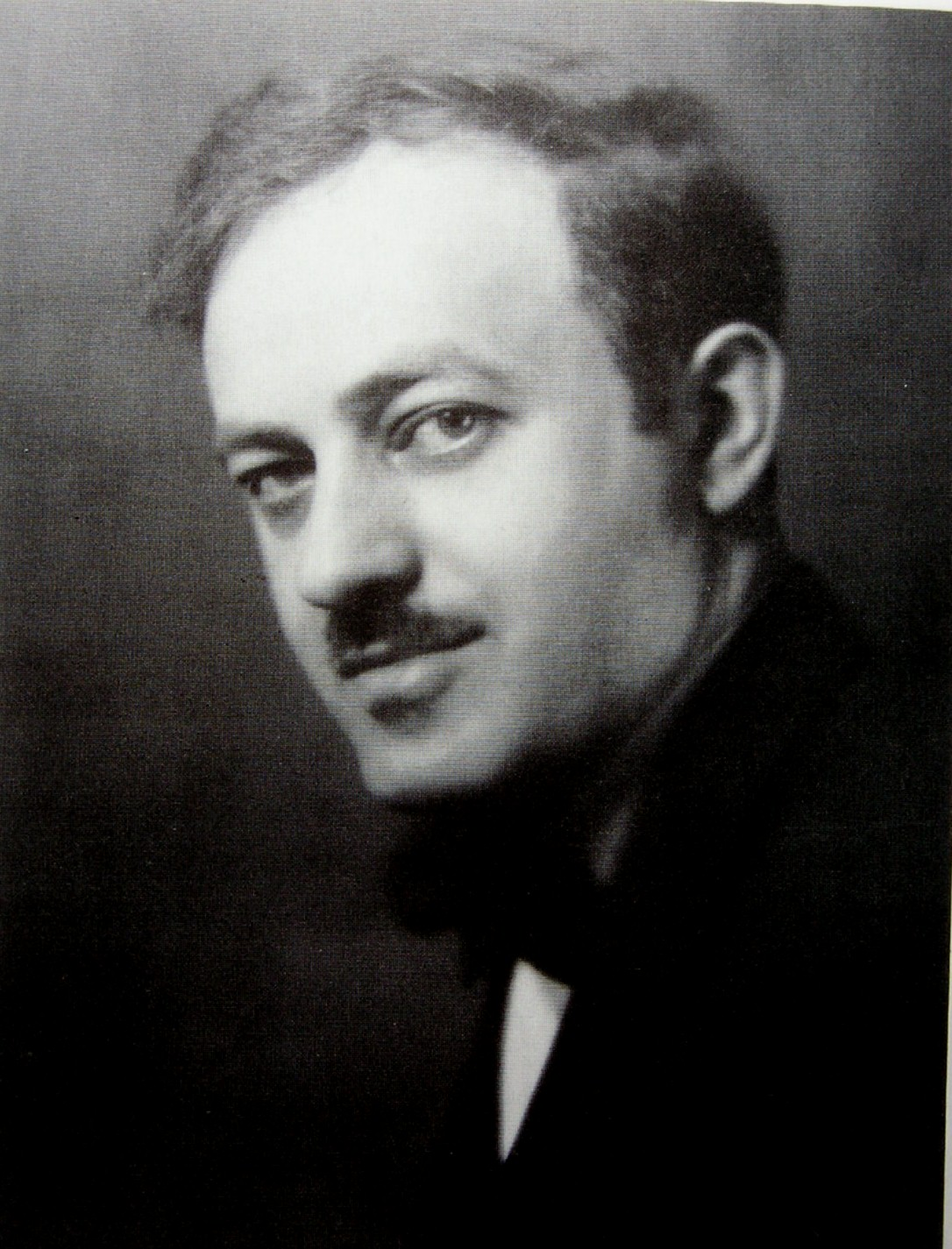
Ben Hecht (1894–1964)

- Hecht, Brigitte (* 1929), deutsche Schauspielerin
- Hecht, Carolin (* 1964), deutsche Drehbuchautorin
- Hecht, Chic (1928–2006), US-amerikanischer Politiker
- Hecht, Christian (* 1965), deutscher Kunsthistoriker
- Hecht, Christian (* 1971), deutscher Politiker (AfD), MdL
- Hecht, Christian Heinrich (1735–1801), sächsischer evangelisch-lutherischer Pfarrer und Chronist
- Hecht, Daniel Friedrich (1777–1833), deutscher Mathematiker und Markscheider
- Hecht, Dirk (* 1968), deutscher Prähistoriker
- Hecht, Duvall (1930–2022), US-amerikanischer Ruderer
- Hecht, Elke (* 1967), deutsche Fußballspielerin
- Hecht, Else (1888–1975), deutsche Puppenspielerin
- Hecht, Emanuel (1821–1862), Lehrer und Schriftsteller
- Hecht, Emil (1840–1910), Ingenieur, Architekt und Nürnberger Gemeindebevollmächtigter
- Hecht, Emil (1857–1916), deutscher Theaterschauspieler und Regisseur
- Hecht, Ernest (1929–2018), britischer Verleger
- Hecht, Ernst Georg Julius (1775–1840), deutscher Jurist
- Hecht, Ernst Peter (1652–1731), deutscher Münzmeister
- Hecht, Erwin (1933–2016), deutscher Ordensgeistlicher, römisch-katholischer Bischof von Kimberley in Südafrika
- Hecht, Eugene (* 1931), US-amerikanischer Physiker
- Hecht, Felix (1847–1909), deutscher Wirtschaftswissenschaftler, Bankier und Kulturmäzen
- Hecht, Florian (* 1993), deutscher Volleyballspieler
- Hecht, Friedrich (1865–1915), deutscher Bildhauer und Maler
- Hecht, Friedrich (1903–1980), österreichischer Science-Fiction-Schriftsteller
- Hecht, Friedrich (1918–2019), deutscher Politiker (SED)
- Hecht, Georg (1885–1915), deutscher Arzt, Zionist, Literaturkritiker, Übersetzer und Lyriker
- Hecht, Gerhard (1923–2005), deutscher Boxer
- Hecht, Gerhard (1934–2009), deutscher Politiker (SPD), MdL
- Hecht, Gina (* 1953), US-amerikanische Schauspielerin
- Hecht, Gottfried Konrad (1771–1837), deutscher Beamter und Botaniker
- Hecht, Günther (1902–1945), deutscher Herpetologe und Rassentheoretiker
- Hecht, Günther (1937–2020), deutscher Physiker, Professor für Technische Physik und Rektor der Technischen Universität Chemnitz
- Hecht, Guntram (1923–2018), deutscher Organist
- Hecht, Gusti (1903–1950), deutsche Architektin und Journalistin
- Hecht, Hans (1876–1946), deutscher Sprachwissenschaftler (Anglist)
- Hecht, Hans-Joachim (* 1939), deutscher SchachgroßmeisterHans-Joachim Hecht (* 1939)

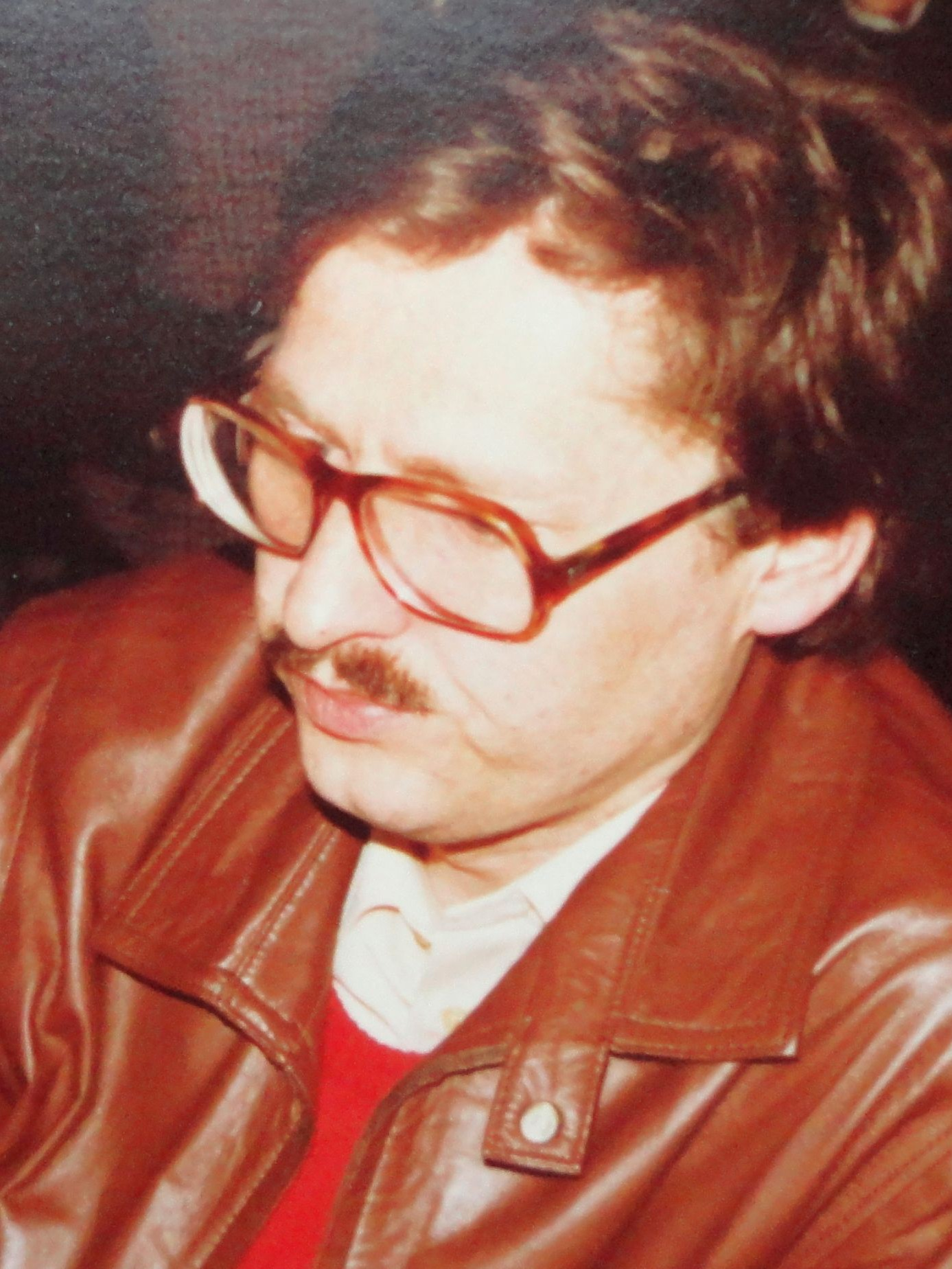
Hans-Joachim Hecht (* 1939)

- Hecht, Harold (1907–1985), US-amerikanischer Filmproduzent
- Hecht, Heiko (* 1977), deutscher Politiker (CDU), MdHB
- Hecht, Heinrich (1866–1935), deutscher Politiker (DNVP)
- Hecht, Heinrich (1880–1961), deutscher Physiker
- Hecht, Heinrich (* 1955), deutscher Fotograf
- Hecht, Helene (1854–1940), deutsche Salonnière und Mäzenatin
- Hecht, Hermann (1877–1969), deutscher Unternehmer
- Hecht, Hugo (1883–1970), US-amerikanischer Dermatologe und Venerologe böhmischer Herkunft
- Hecht, Ilse (1907–1988), deutsche Anglistin und Übersetzerin
- Hecht, Inge (1949–2019), deutsche Politikerin (SPD), MdL
- Hecht, Ingeborg (1921–2011), deutsche Zeitzeugin der Judenverfolgung und Autorin
- Hecht, Jacob (1879–1963), deutsch-schweizerischer Unternehmer
- Hecht, Janina (* 1983), deutsche Autorin
- Hecht, Jennifer Michael (* 1965), US-amerikanische Historikerin und Lyrikerin
- Hecht, Jens-Peter (* 1946), deutscher Sportjournalist
- Hecht, Jessica (* 1965), US-amerikanische SchauspielerinJessica Hecht (* 1965)

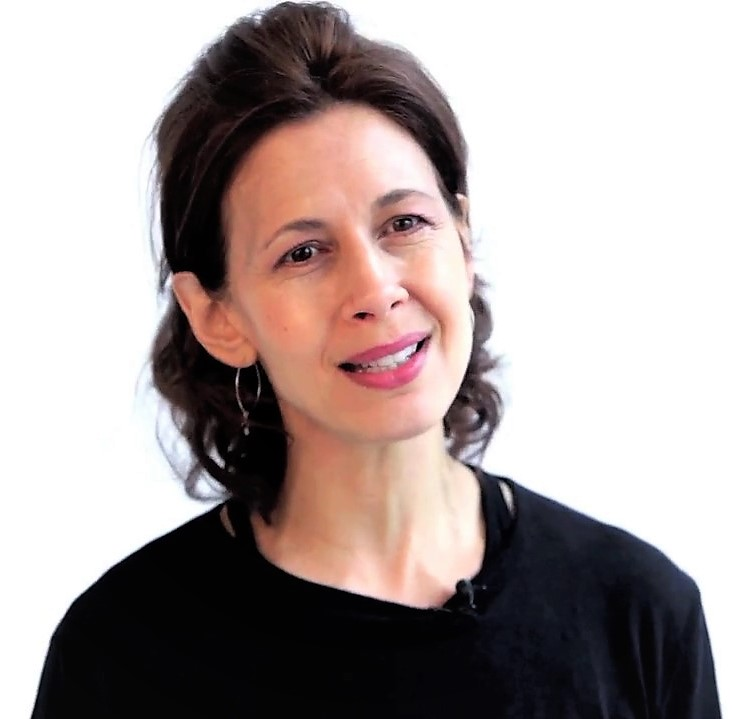
Jessica Hecht (* 1965)

- Hecht, Jochen (* 1977), deutscher Eishockeyspieler
- Hecht, Johann Julius Albrecht (1731–1804), preußischer Beamter und Rittergutsbesitzer
- Hecht, Johann Julius von (1721–1792), preußischer Minister am Niedersächsischen Reichskreis
- Hecht, Josef (1882–1956), deutscher Lehrer und Denkmalpfleger
- Hecht, Joseph (1891–1951), polnischer Maler und Grafiker
- Hecht, Jürgen (* 1969), deutscher Ruderer
- Hecht, Karl (1903–1994), deutscher Physiker
- Hecht, Karl (1924–2022), deutscher Physiologe
- Hecht, Karlheinz (* 1928), deutscher Anglist
- Hecht, Konrad (1918–1980), deutscher Bauforscher und Architekturhistoriker
- Hecht, Ladislav (1909–2004), tschechoslowakischer Tennisspieler
- Hecht, Ludwig Heinrich Friedrich von (1774–1854), preußischer und bayrischer Kriegs- und Domänenrat
- Hecht, Markus (* 1957), deutscher Eisenbahningenieur
- Hecht, Martin (* 1946), deutscher Radiomoderator
- Hecht, Martin (* 1964), deutscher Autor, Publizist und Schriftsteller
- Hecht, Mathias (* 1980), Schweizer Triathlet
- Hecht, Michael (* 1965), deutscher Fußballspieler
- Hecht, Michael (* 1977), deutscher Historiker und Hochschullehrer
- Hecht, Otto (1900–1973), deutscher Entomologe
- Hecht, Pitti (* 1965), deutscher Perkussionist und Schlagzeuger
- Hecht, Raymond (* 1968), deutscher Speerwerfer
- Hecht, René (* 1961), deutscher Volleyball-Nationalspieler
- Hecht, Reuben (1909–1993), israelischer Unternehmer und politischer Berater
- Hecht, Richard (1925–1999), deutscher Politiker Freie Wähler
- Hecht, Robert (1881–1938), österreichischer Jurist
- Hecht, Robert E. (1919–2012), US-amerikanischer Kunsthändler
- Hecht, Sebastian (* 1978), deutscher politischer Beamter
- Hecht, Stefan (* 1974), deutscher Chemiker
- Hecht, Theodor (1650–1720), Markgräflich Baden-Durlachischer Hofbuchdrucker
- Hecht, Theodor (1850–1917), deutscher Architekt
- Hecht, Torsten (1903–1974), deutscher Bühnenausstatter
- Hecht, Victor (1847–1904), Alpinist und Jurist
- Hecht, Viktoria (1840–1890), katholische Jungfrau und Stigmatisierte
- Hecht, Walter (1818–1874), deutscher Gutsbesitzer und Mitglied der kurhessischen Ständeversammlung
- Hecht, Walter (1896–1960), österreichischer Botaniker
- Hecht, Werner (1926–2017), deutscher Theater- und Literaturwissenschaftler
- Hecht, Wilhelm (1843–1920), deutscher Holzschneider und Radierer
- Hecht, Winfried (1941–2024), deutscher Historiker
- Hecht, Wolfgang (1928–1984), deutscher Germanist
- Hecht, Xaver (1757–1835), Schweizer Kirchenmaler, Historienmaler und Porträtist
- Hecht, Yaacov (* 1958), israelischer Pädagoge und Begründer der demokratischen Schule
- Hecht-Cserhalmi, Irene (1871–1908), ungarische Schriftstellerin
- Hecht-El Minshawi, Béatrice (* 1947), deutsche Expertin und Schriftstellerin für Interkulturelle Kompetenz und Diversity Management
- Hecht-Galinski, Evelyn (* 1949), deutsche Publizistin und antizionistische Aktivistin
- Hechtel, Herbert (1937–2014), deutscher Komponist
- Hechtel, Johann Kaspar (1771–1799), deutscher Sachbuchautor und Spieleautor
- Hechtenberg, Klara (1863–1944), deutsch-amerikanische Linguistin
- Hechter, Amit (* 2003), israelischer Schauspieler
- Hechter, Daniel (* 1938), französischer Modeschöpfer
- Hechtl, Johann (* 1957), österreichischer Angestellter und Politiker (SPÖ), Abgeordneter zum Nationalrat
- Hechtle, Markus (* 1967), deutscher Komponist, Musikautor und Hochschullehrer
- Hechy, Alice (1893–1973), deutsche Schauspielerin und Sängerin (Sopran)

### Heci
- Hecimovic, John (* 1984), kanadisch-kroatischer Eishockeyspieler
- Hećimović, Nikola (1900–1929), jugoslawischer Kommunist

### Heck
- Heck, Albert J. R. (* 1964), niederländischer Biochemiker
- Heck, Alexis (1830–1908), luxemburgischer Hotelbesitzer und Pionier des Tourismuswesen
- Heck, Barbara (1734–1804), britische Methodistenführerin in Nordamerika
- Heck, Bernhard (* 1951), deutscher Geodät und Hochschulprofessor für Geodäsie
- Heck, Bill (* 1978), US-amerikanischer Schauspieler
- Heck, Bruno (1917–1989), deutscher Politiker (CDU), MdB
- Heck, Carl (* 1907), deutsches Mitglied der Sturmabteilung (SA), zuletzt im Rang eines SA-Brigadeführers
- Heck, Christopher (* 1974), deutscher Fußballtrainer und Sportlehrer
- Heck, Claus (* 1966), deutscher Autor
- Heck, Daniel (* 1983), deutscher Schauspieler
- Heck, Dennis (* 1952), US-amerikanischer Politiker
- Heck, Dieter Thomas (1937–2018), deutscher Moderator, Schlagersänger, Schauspieler, Showmaster, Produzent und EntertainerDieter Thomas Heck (1937–2018)

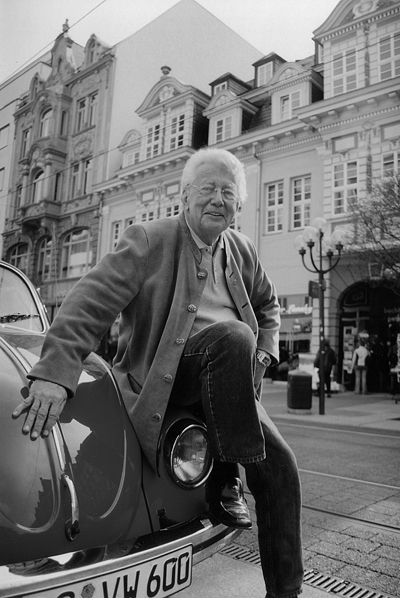
Dieter Thomas Heck (1937–2018)

- Heck, Douglas (1918–1993), US-amerikanischer Diplomat
- Heck, Eberhard (1937–2022), deutscher Altphilologe
- Heck, Ed (* 1963), US-amerikanischer Pop-Art-Künstler
- Heck, Erik Madigan (* 1983), US-amerikanischer Fotograf
- Heck, Erwin (1928–2025), deutscher Politiker (FDP)
- Heck, Eugen (1897–1987), deutscher Gymnasiallehrer
- Heck, Franz (1899–1977), luxemburgischer Radrennfahrer
- Heck, Friedrich (1865–1939), deutscher Schulvorsteher und Politiker (NLP), MdR
- Heck, Georg (1897–1982), deutscher Maler und Grafiker
- Heck, Gernot (1940–2021), deutscher Politiker (CDU), MdL
- Heck, Hans (1906–1942), deutscher kommunistischer Widerstandskämpfer
- Heck, Harald (1954–2018), deutscher Fußballspieler und -trainer
- Heck, Heinz (1894–1982), deutscher Biologe und Zoodirektor in München
- Heck, Hermann (* 1940), deutscher Sportmediziner, Hochschullehrer
- Heck, Jochen (* 1947), deutscher Ruderer
- Heck, Joe (* 1961), amerikanischer Politiker
- Heck, Johann († 1472), Magister der freien Künste, Doktor der Medizin und Professor an der Kölner medizinischen Fakultät
- Heck, Johann Georg (1795–1857), deutscher Sachbuchautor, Lithograf und Kartograf
- Heck, Johannes, Mitglied des Provinziallandtages der Provinz Hessen-Nassau
- Heck, Karl (1896–1997), deutscher Richter am Bundesgerichtshof und des Bundesverfassungsgerichts
- Heck, Karl Friedrich (1874–1934), deutscher katholischer Priester, Lehrer und Heimatforscher
- Heck, Kati (* 1979), deutsche Malerin
- Heck, Kilian (* 1968), deutscher Kunsthistoriker, Genealoge, Autor und Hochschullehrer
- Heck, Louis (* 1880), deutscher Fußballspieler
- Heck, Ludwig (1860–1951), deutscher Biologe und Zoodirektor
- Heck, Ludwig (1930–2021), deutscher Chemiker und Hochschullehrer
- Heck, Lutz (1892–1983), deutscher Biologe und ZoodirektorLutz Heck (1892–1983)

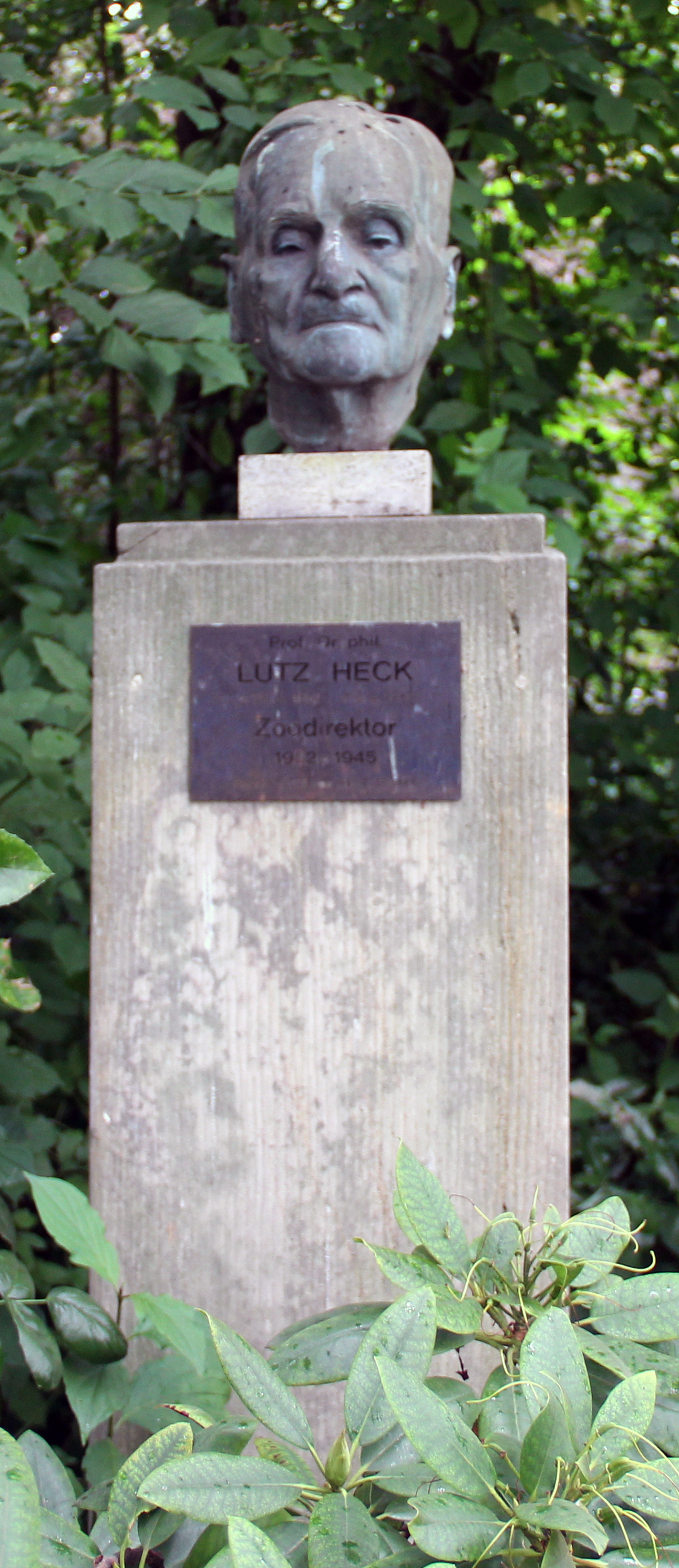
Lutz Heck (1892–1983)

- Heck, Mathilda (1877–1970), Schweizer Hotelwirtin
- Heck, Meinrad (* 1957), deutscher Journalist
- Heck, Michael (* 1964), deutscher Komponist und Schlagersänger
- Heck, Michael (* 1971), deutscher Basketballspieler
- Heck, Moritz (* 2002), deutscher Basketballspieler
- Heck, Olivier (* 1966), französischer Bogenschütze
- Heck, Philipp (1858–1943), deutscher Jurist
- Heck, Ralf (* 1958), deutscher Fußballspieler
- Heck, Ralph (* 1956), belgischer Manager, Vorstandsvorsitzender der Bertelsmann Stiftung
- Heck, Richard F. (1931–2015), amerikanischer organischer Chemiker, Entdecker der Heck-Reaktion, Nobelpreisträger für Chemie 2010
- Heck, Robert (1831–1889), deutscher Porträt- und Genremaler
- Heck, Sebastian (* 1995), deutscher Basketballspieler
- Heck, Stefan (* 1982), deutscher Politiker (CDU), MdBStefan Heck (* 1982)

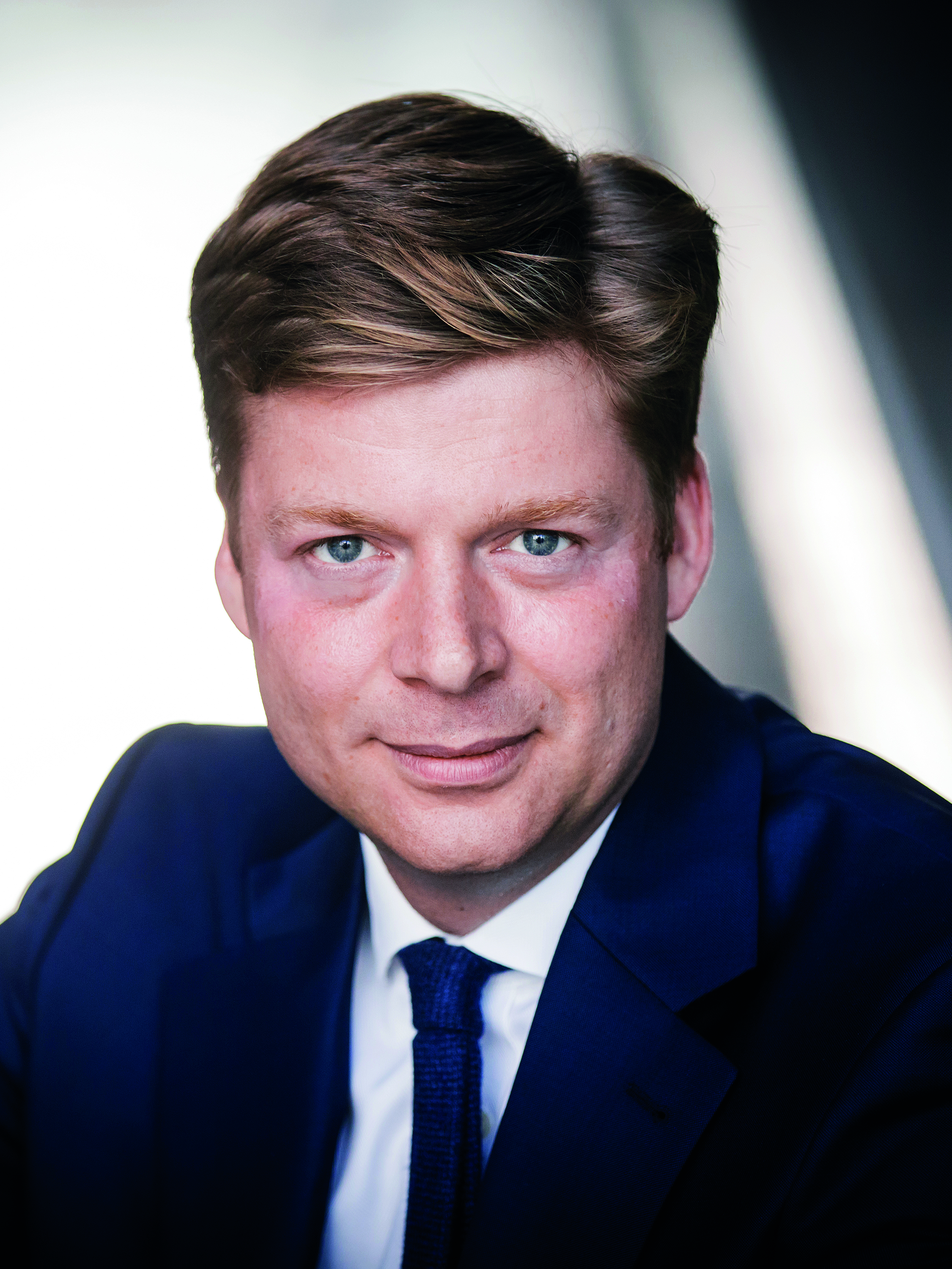
Stefan Heck (* 1982)

- Heck, Thomas Leon (* 1957), deutscher Antiquar, Publizist und Verleger
- Heck, Victor (* 1968), deutscher Basketballspieler
- Heck, Walter (* 1897), deutscher Grafikdesigner
- Heck, Walter (1910–1987), deutscher Marineoffizier
- Heck, Werner (* 1955), deutscher Fußballspieler
- Heck, Yves (* 1972), französischer Theaterschauspieler und Filmschauspieler
- Heck-Guthe, Anne (* 1952), deutsche Kommunalpolitikerin und Bürgermeisterin

#### Hecka
- Heckart, Eileen (1919–2001), US-amerikanische Schauspielerin

#### Hecke
- Hecke, Christina (* 1979), deutsche SchauspielerinChristina Hecke (* 1979)

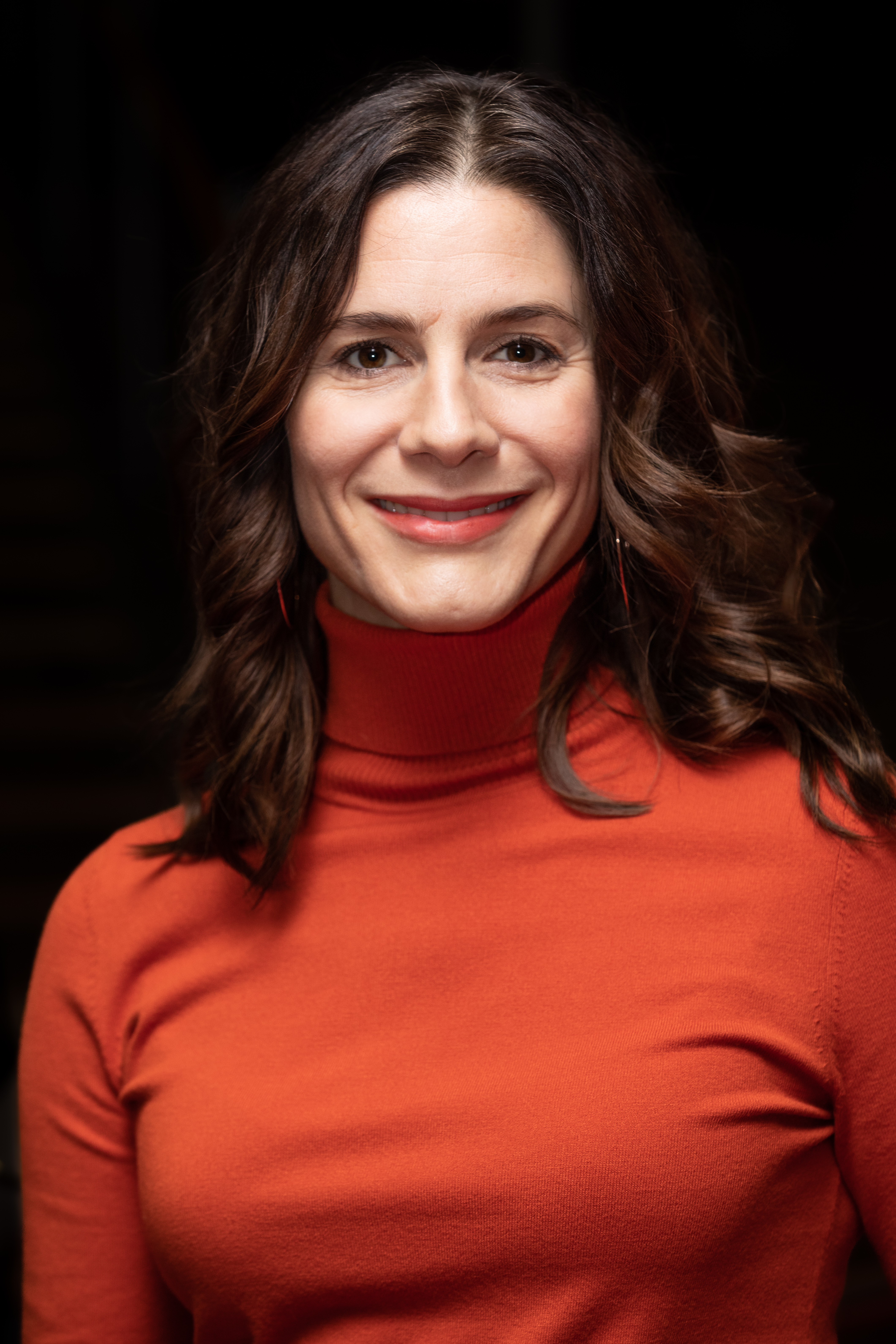
Christina Hecke (* 1979)

- Hecke, Dieter (* 1935), deutscher Fechter
- Hecke, Erich (1887–1947), deutscher Mathematiker
- Hecke, Jan Paul van (* 2000), niederländischer Fußballspieler
- Hecke, Klaus (* 1944), deutscher Schauspieler
- Hecke, Ludwig (* 1957), deutscher Pädagoge und Ministerialbeamter
- Hecke, Roswitha (* 1944), deutsche Fotografin
- Hecke, Wenzel (1824–1900), österreichischer Agrarwissenschaftler
- Heckel, August von (1824–1883), deutscher Maler
- Heckel, Baldur (1941–2010), österreichischer Techniker und Sängerbundfunktionär
- Heckel, Blayne (* 1953), US-amerikanischer Physiker
- Heckel, Bruno (1887–1929), deutscher Ringer
- Heckel, David G. (* 1953), US-amerikanischer Entomologe
- Heckel, Dieter (1938–2016), deutscher Politiker (CSU), MdL
- Heckel, Erich (1883–1970), deutscher Maler des Expressionismus
- Heckel, Ernst (1861–1949), deutscher Maschinenbau-Ingenieur und Unternehmer
- Heckel, Georg (1839–1899), deutscher Kaufmann und Wohltäter
- Heckel, Georg (* 1967), deutscher Opernsänger (Bassbariton) und Theaterintendant
- Heckel, Jens-Ove (* 1966), deutscher Tierarzt, Artenschützer und Direktor des Zoo Landau
- Heckel, Johann Adam (1812–1877), deutscher Instrumentenbauer
- Heckel, Johann Christoph (1747–1798), deutscher lutherischer Theologe und Kirchenlieddichter
- Heckel, Johann Jakob (1790–1857), österreichischer Zoologe und Ichthyologe
- Heckel, Johannes (1889–1963), deutscher Kirchenrechtler
- Heckel, Karl (1893–1965), deutscher Verwaltungsjurist
- Heckel, Lennart (* 2002), deutscher Volleyballspieler
- Heckel, Margaret (* 1966), deutsche Volkswirtin und Buchautorin
- Heckel, Martin (* 1929), deutscher Kirchen- und Staatsrechtler
- Heckel, Marvin (* 1997), deutscher Basketballspieler
- Heckel, Max von (* 1935), deutscher Kommunal- und Landespolitiker (SPD), MdL
- Heckel, Maximilian von (1822–1896), bayerischer General der Infanterie
- Heckel, Noach (* 1971), deutscher Ordensgeistlicher und Kirchenrechtler
- Heckel, Rudolf von (1880–1947), deutscher Historiker
- Heckel, Sally, US-amerikanische Filmregisseurin und -produzentin
- Heckel, Stefan (* 1969), österreichischer Jazzmusiker (Piano, Akkordeon, Komposition)
- Heckel, Theodor (1894–1967), deutscher protestantischer Theologe und BischofTheodor Heckel (1894–1967)

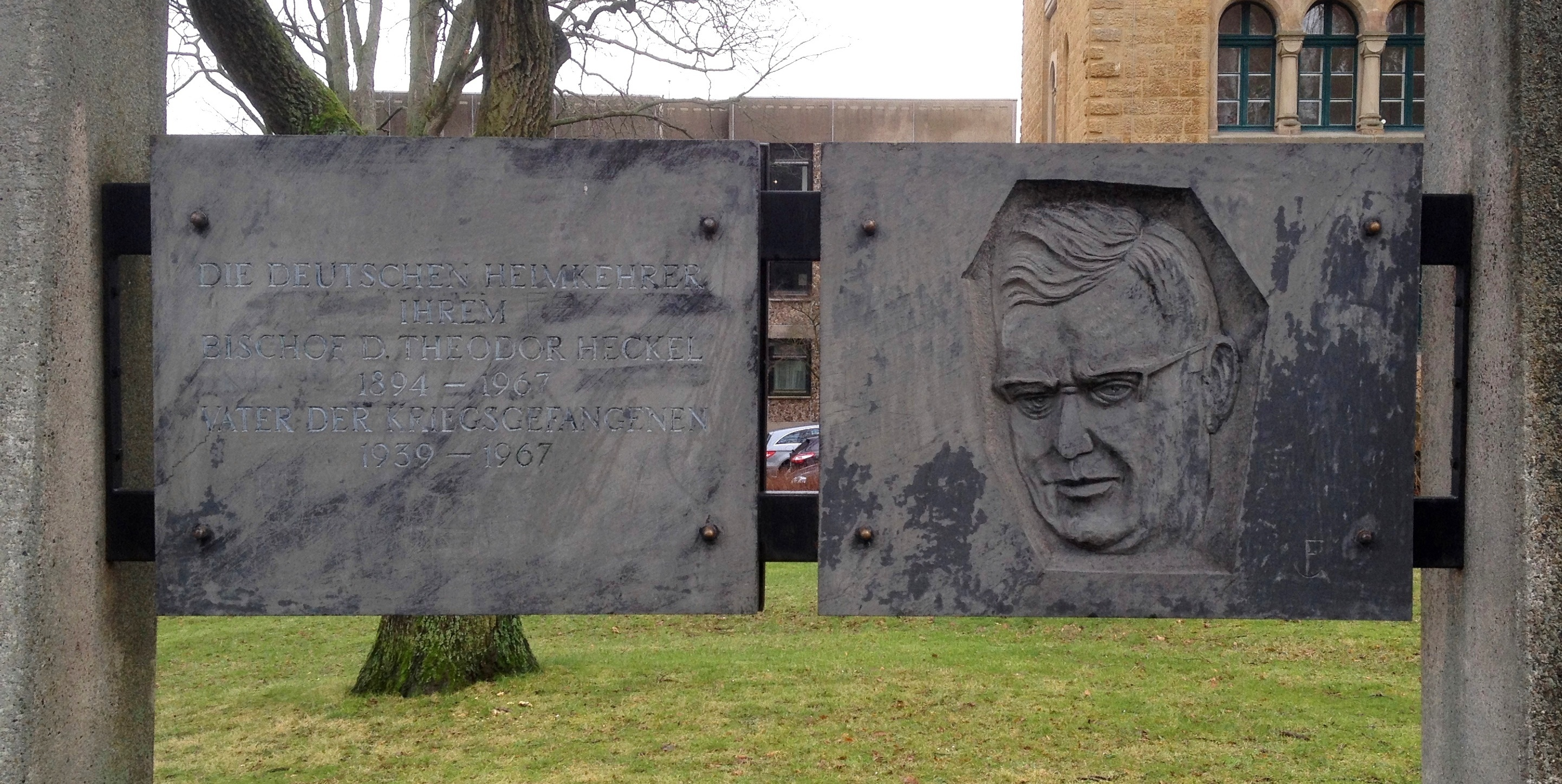
Theodor Heckel (1894–1967)

- Heckel, Ulrich (* 1958), deutscher evangelisch-lutherischer Theologe
- Heckel, Waldemar (* 1949), kanadischer Althistoriker
- Heckel, Wilhelm (1856–1909), deutscher Musikinstrumentenbauer
- Heckel, Wilhelm Hermann (1879–1952), deutscher Musikinstrumentenbauer
- Heckel, Wolff, deutscher Lautenist und Komponist
- Heckele, Steffen (* 1977), deutscher Ju-Jutsuka, Trainer im Deutschen Ju-Jutsu-Verband
- Heckelmann, Dieter (1937–2012), deutscher Jurist, Hochschullehrer und Politiker (zunächst parteilos, später CDU), MdA
- Heckelmann, Erich (1935–2022), deutscher Politiker (SPD), MdL
- Heckelmann, Ernst (* 1948), deutscher Maler
- Heckelmann, Helmut, deutscher Schauspieler und Hörspielsprecher
- Heckelmiller, Sepp (* 1943), deutscher Skirennläufer
- Heckelsmüller, Horst (* 1958), deutscher Eishockeyspieler
- Heckemeyer, Jost Heinrich, deutscher Wirtschaftswissenschaftler und Hochschullehrer
- Hecken, Abraham van den, niederländischer Maler
- Hecken, Bernhard (1889–1958), deutscher Politiker (DNVP), MdL
- Hecken, Josef (* 1959), deutscher Politiker (CDU)
- Hecken, Magdalena van den, niederländische Malerin
- Hecken, Sarah (* 1993), deutsche Eiskunstläuferin
- Hecken, Thomas (* 1964), deutscher Literatur- und Kulturwissenschaftler
- Heckenast, Franz (1889–1939), österreichischer Offizier und Gegner des Nationalsozialismus
- Heckenast, Gustav (1811–1878), deutsch-ungarischer Buchhändler und Verleger
- Heckenauer, Leonhard († 1704), deutscher Kupferstecher
- Heckenbach, Jörg (* 1974), deutscher American-Football-Spieler
- Heckenbach, Josef (* 1887), deutscher Klassischer Philologe
- Heckenberger, Matthias (* 1982), deutscher Fußballspieler
- Heckenbücker, Christoph (* 1973), deutscher Filmproduzent
- Heckendorf, Franz (1888–1962), deutscher Maler und Grafiker
- Heckendorn, Thierry (* 1952), französischer Schauspieler
- Heckenroth, Ludwig (1867–1951), preußischer Politiker und evangelisch-lutherischer Pfarrer
- Heckenroth, René (1921–2014), französischer Jurist, Verwaltungsbeamter und Präfekt
- Heckenstaller, Joseph Jakob von (1748–1832), Generalvikar und Apostolischer Vikar in Freising
- Heckenstaller, Urban († 1748), bayerisch-kurfürstlicher Geheimer Kanzleisekretär, Mitverfasser des Tölzer Patents
- Hecker, Achim (* 1974), deutscher Ökonom
- Hecker, Adolf von (1852–1924), preußischer Obergeneralarzt
- Hecker, Alfred (1869–1940), deutscher Pflanzenbauwissenschaftler und Agrarmeteorologe
- Hecker, André (* 1986), deutscher Pressesprecher, Podcast-Produzent und -Moderator sowie Filmkritiker
- Hecker, Andreas Jakob (1746–1819), deutscher Pädagoge
- Hecker, Andreas Petrus (1709–1771), deutscher Pädagoge
- Hecker, Annemarie (* 1940), deutsche Politikerin (CSU), MdL
- Hecker, Anno (* 1964), deutscher Sportjournalist
- Hecker, August (1871–1936), österreichisch-tschechoslowakischer Gewerkschafter und Politiker
- Hecker, August Friedrich (1763–1811), deutscher Arzt
- Hecker, Ben (1948–2019), deutscher Schauspieler und Synchronsprecher
- Hecker, Bernd (* 1963), deutscher Rechtswissenschaftler und Hochschullehrer
- Hecker, Bernhard (1939–2022), deutscher Autor und Journalist
- Hecker, Carl (1795–1873), deutscher Unternehmer
- Hecker, Elisabeth (1895–1986), deutsche Ärztin und Euthanasietäterin
- Hecker, Emil (1897–1989), deutscher Schriftsteller
- Hecker, Erich (1926–2024), deutscher Biochemiker
- Hecker, Ernst (1907–1983), deutscher Maler und Grafiker
- Hecker, Ewald (1843–1909), deutscher Psychiater
- Hecker, Ewald (1879–1954), Unternehmer und später SS-Brigadeführer
- Hecker, Felix (* 1998), deutscher Basketballspieler
- Hecker, Frank (* 1956), deutscher Fußballspieler
- Hecker, Franz (1870–1944), deutscher Maler und Grafiker
- Hecker, Frederic (* 1980), deutscher Schriftsteller und Chirurg
- Hecker, Friedrich (1811–1881), deutschamerikanischer Rechtsanwalt, Politiker und radikaldemokratischer RevolutionärFriedrich Hecker (1811–1881)

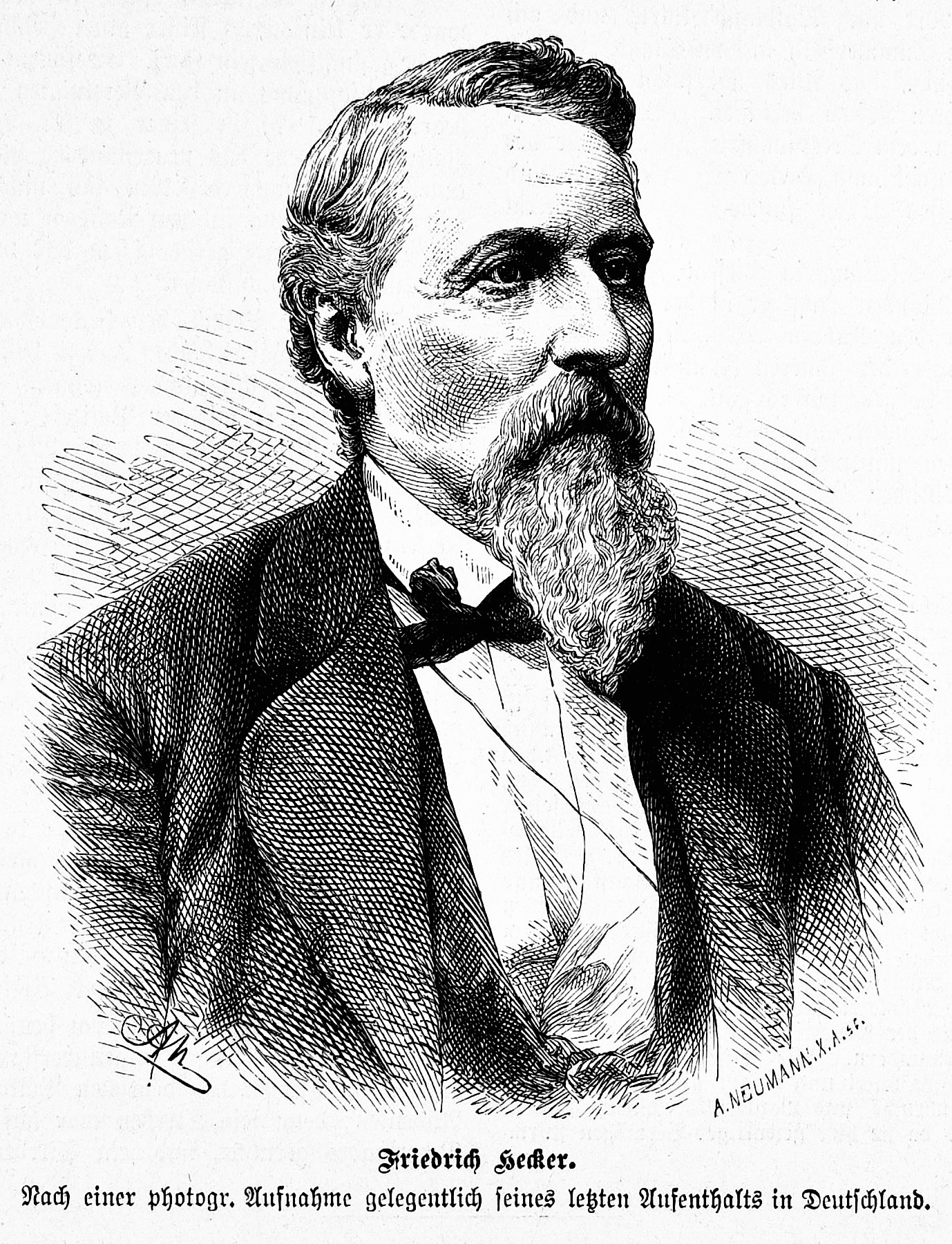
Friedrich Hecker (1811–1881)

- Hecker, Gerhard, Augustinermönch und Theologe
- Hecker, Gerhard (1926–2007), deutscher Sportdidaktiker, Hochschullehrer
- Hecker, Gotthilf Samuel (1753–1825), deutscher Lehrer und Geistlicher
- Hecker, Hans (1895–1979), deutscher Generalmajor im Zweiten Weltkrieg
- Hecker, Hans (* 1942), deutscher Historiker und Hochschullehrer
- Hecker, Heinrich Cornelius (1699–1743), deutscher Theologe und Kirchenlieddichter
- Hecker, Hellmuth (1923–2017), buddhistischer Autor und Buddhismusforscher
- Hecker, Hermann (1941–2020), deutscher Politiker (CDU)
- Hecker, Isaac Thomas (1819–1888), US-amerikanischer römisch-katholischer Priester und Volksmissionar
- Hecker, Isabel (* 1979), deutsche Fernseh- und Hörfunkjournalistin und Fernseh-Moderatorin
- Hecker, Iwan Romanowitsch (1927–1989), russischer Physiker
- Hecker, James B., US-amerikanischer Offizier, General der US Air Force
- Hecker, Jan (1967–2021), deutscher Jurist, Richter am Bundesverwaltungsgericht
- Hecker, Joachim (* 1964), deutscher Wissenschaftsjournalist, Kinderbuchautor und Science Entertainer
- Hecker, Johann (1625–1675), deutscher Astronom
- Hecker, Johann Julius (1707–1768), deutscher lutherischer Geistlicher und Pädagoge
- Hecker, Julius Friedrich (1881–1938), russisch-US-amerikanisch-sowjetisch Philosoph und Soziologe
- Hecker, Justus (1795–1850), deutscher Medizinhistoriker und HochschullehrerJustus Hecker (1795–1850)

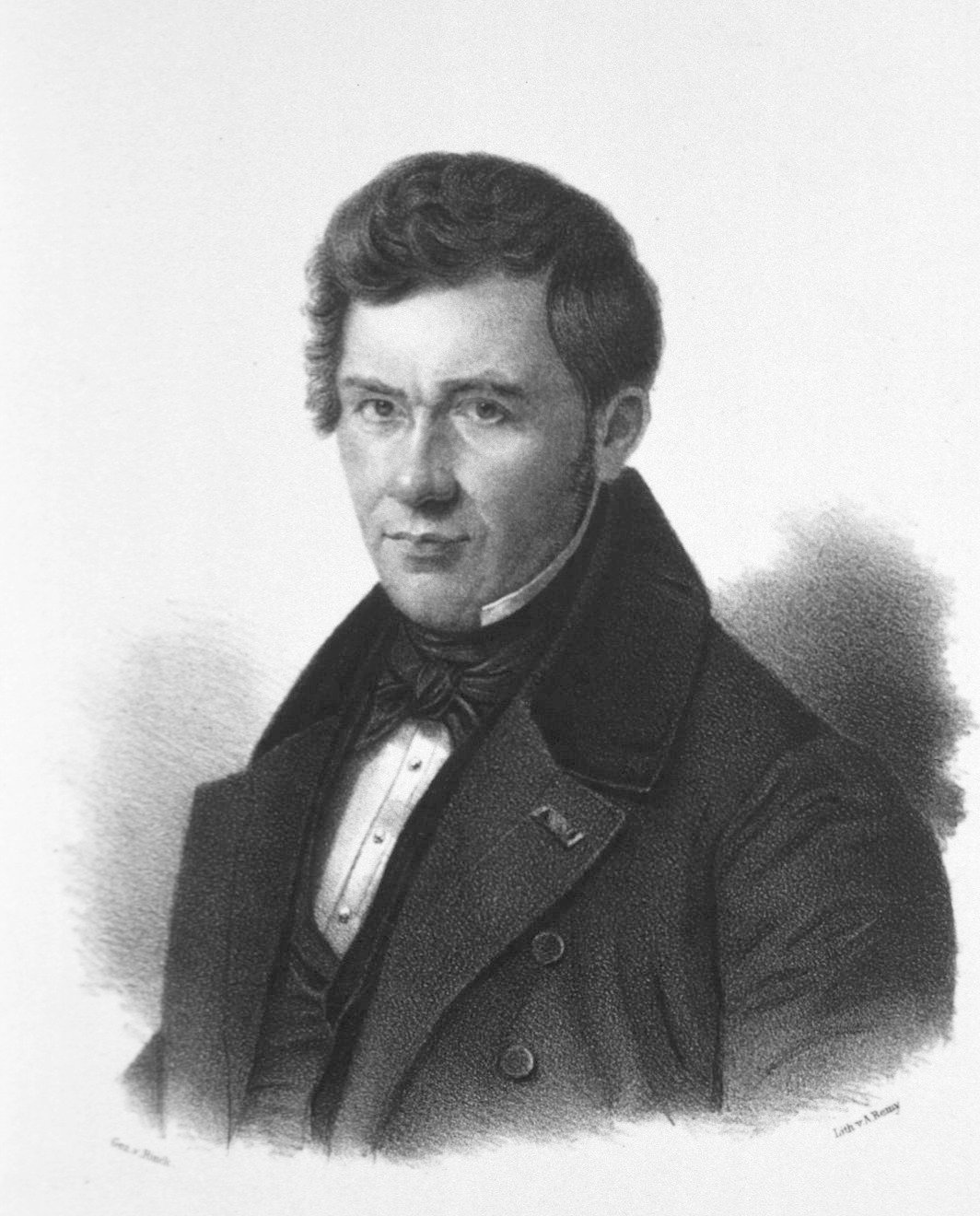
Justus Hecker (1795–1850)

- Hecker, Jutta (1904–2002), deutsche Philologin und Schriftstellerin
- Hecker, Karl (1812–1878), deutscher Chirurg und Hochschullehrer
- Hecker, Karl (1858–1939), deutscher Architekt
- Hecker, Karl (1933–2017), deutscher Assyriologe und Hochschullehrer
- Hecker, Karl von (1827–1882), deutscher Gynäkologe und Geburtshelfer
- Hecker, Kathrin (* 1963), deutsche Fußballspielerin
- Hecker, Klaus (1929–2019), deutscher Politiker (Bündnis 90/Die Grünen), MdB
- Hecker, Leah (* 1967), deutsche Filmproduzentin
- Hecker, Luitgardis (1935–2021), deutsche römisch-katholische Ordensschwester und zweite Äbtissin der Abtei Mariendonk
- Hecker, Lutz (* 1969), deutscher Politiker (AfD), MdL
- Hecker, Marie-Elisabeth (* 1987), deutsche Cellistin
- Hecker, Martin (* 1942), deutscher Diplomat
- Hecker, Max (1870–1948), deutscher Philologe, Literarhistoriker und Archivar
- Hecker, Maximilian (* 1977), deutscher SängerMaximilian Hecker (* 1977)

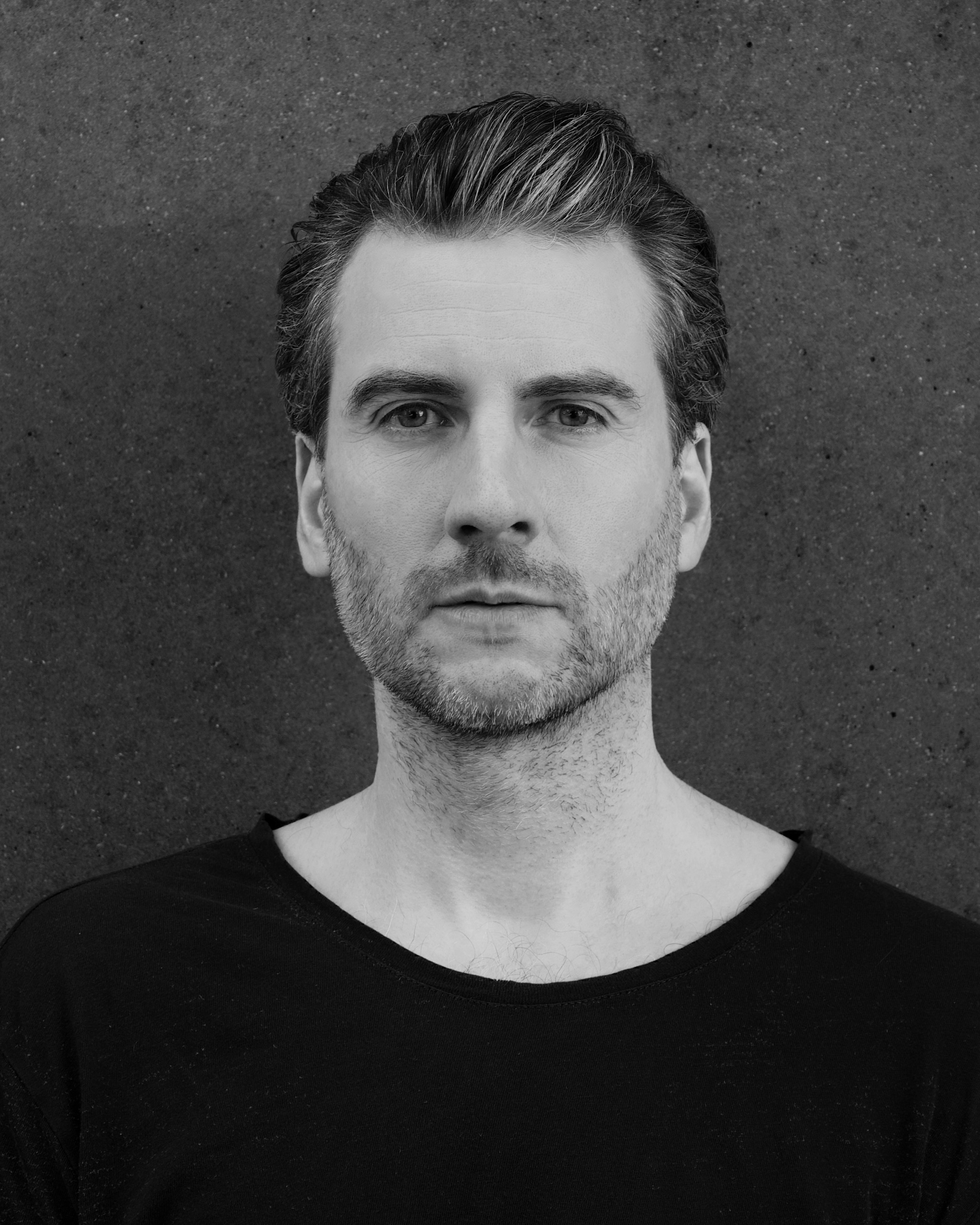
Maximilian Hecker (* 1977)

- Hecker, Michael (* 1946), deutscher Molekularbiologe
- Hecker, Nico (* 1991), deutscher Fußballspieler
- Hecker, Nora (* 1980), deutsche Theaterregisseurin, Autorin und Dramaturgin
- Hecker, Oskar (1864–1938), deutscher Geophysiker
- Hecker, Oswald Artur (1879–1953), deutscher Hochschul- und Gymnasiallehrer für Neuere Geschichte und Kolonialgeschichte in Dresden und Leipzig
- Hecker, Paul (1893–1957), deutscher Kaufmann, MdBB
- Hecker, Peter (1884–1971), deutscher Maler
- Hecker, Peter (1899–1989), deutscher Kommunalpolitiker der CSU und langjähriger Landrat
- Hecker, Peter Johann (1747–1835), deutscher Mathematiker und Hochschullehrer
- Hecker, Philip (* 2002), deutscher Basketballspieler
- Hecker, René (* 1967), deutscher Fußballspieler
- Hecker, Rolf (* 1953), deutscher marxistischer Ökonom und Editor
- Hecker, Roman Fjodorowitsch (1900–1991), russischer Paläontologe und Geologe
- Hecker, Rudolf (1868–1963), deutscher Kinderarzt und Hochschullehrer
- Hecker, Rudolf (* 1923), deutscher Fußballspieler
- Hecker, Rudolf (1926–2014), deutscher Physiker
- Hecker, Scott, Tontechniker
- Hecker, Siegfried (* 1943), US-amerikanischer MetallurgeSiegfried Hecker (* 1943)

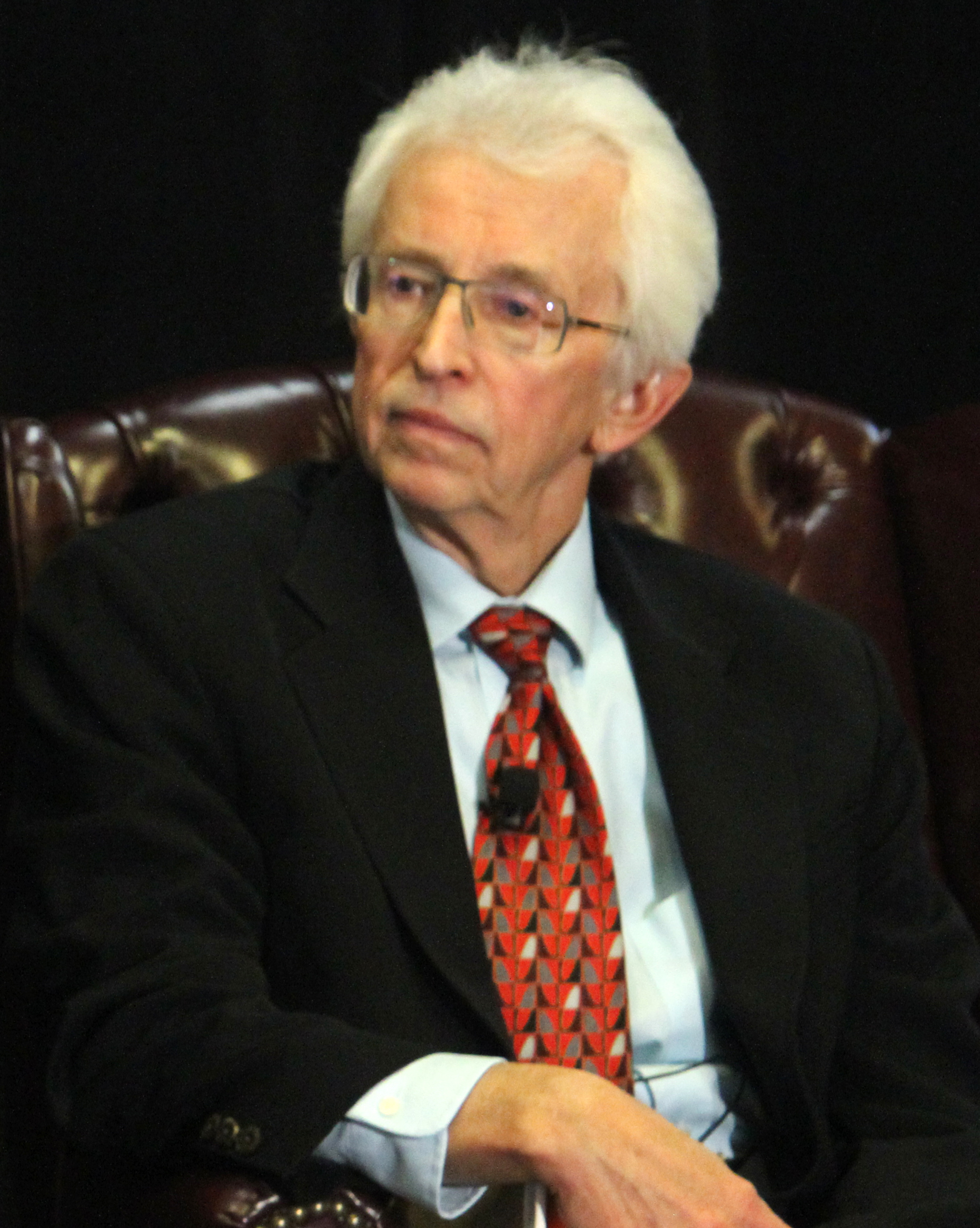
Siegfried Hecker (* 1943)

- Hecker, Stefan (1959–2019), deutscher Handballtorwart
- Hecker, Theodor (* 1841), US-amerikanischer Landschaftsmaler der Düsseldorfer Schule und Fotograf
- Hecker, Tim (* 1974), kanadischer Musiker
- Hecker, Tim (* 1997), deutscher Kanute
- Hecker, Ulrich (* 1936), deutscher Biologe, Dendrologe
- Hecker, Waldemar (1873–1958), deutscher Bildhauer, Hochschullehrer, Kabarettist und Filmregisseur
- Hecker, Waldemar Ch. (1922–2008), deutscher Kinderchirurg
- Hecker, Wilhelm (* 1952), deutscher Staatssekretär und Manager
- Hecker, Zvi (1931–2023), polnisch-israelischer Architekt
- Heckerling, Amy (* 1954), US-amerikanische Filmregisseurin und Drehbuchautorin
- Heckermann, Friedrich (1891–1959), deutscher Gerechter unter den Völkern
- Heckeroth, Dieter (* 1939), deutscher Fußballschiedsrichter
- Heckert, Fritz (1837–1887), deutscher Kaufmann und Unternehmer in der Glasindustrie
- Heckert, Fritz (1884–1936), deutscher Politiker (SPD, KPD), MdR
- Heckert, Michael (* 1950), deutscher Maler
- Heckert, Otto (1905–1963), deutscher Politiker (KPD/SED), Widerstandskämpfer
- Heckewelder, Johanna Maria (1781–1868), US-amerikanische Lehrerin
- Heckewelder, John (1743–1823), US-amerikanischer evangelischer Missionar, Reiseschriftsteller und Ethnologe

#### Heckh
- Heckhausen, Heinz (1926–1988), deutscher Psychologe und Hochschullehrer
- Heckhausen, Jutta (* 1957), deutsche Psychologin und Hochschullehrerin

#### Hecki
- Hecking, Claus (* 1975), deutscher Journalist und Blogger
- Hecking, Dieter (* 1964), deutscher Fußballspieler, -trainer und -funktionärDieter Hecking (* 1964)

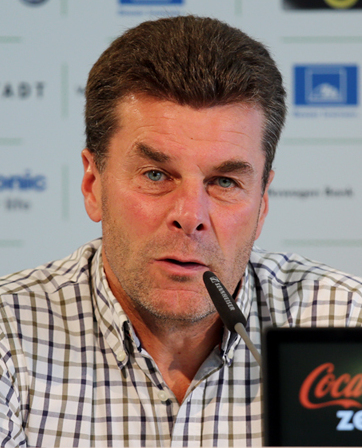
Dieter Hecking (* 1964)

- Hecking, Franz (1798–1881), deutscher römisch-katholischer Geistlicher und Mitglied des Preußischen Abgeordnetenhauses
- Hecking, Gottfried (1687–1773), deutscher Gelehrter, Moralprofessor und Schulrektor
- Hecking, Hans-Josef (1925–2013), deutscher Bankmanager
- Hecking-Colenbrander, Guus van (1887–1945), niederländischer Fußballspieler

#### Heckl
- Heckl, Jens (* 1967), deutscher Archivar, Historiker und Bergbauexperte
- Heckl, Karl (1927–1988), deutscher Unternehmer und Fußballfunktionär
- Heckl, Manfred (1930–1996), deutscher Physiker und Ingenieur
- Heckl, Raik (* 1967), deutscher evangelischer Theologe
- Heckl, Rudolf (1900–1967), österreichischer Architekt, Volkskundler und Hochschullehrer
- Heckl, Wolfgang M. (* 1958), deutscher Biophysiker und Hochschullehrer, Generaldirektor des Deutschen Museums in München (seit 2004)Wolfgang M. Heckl (* 1958)

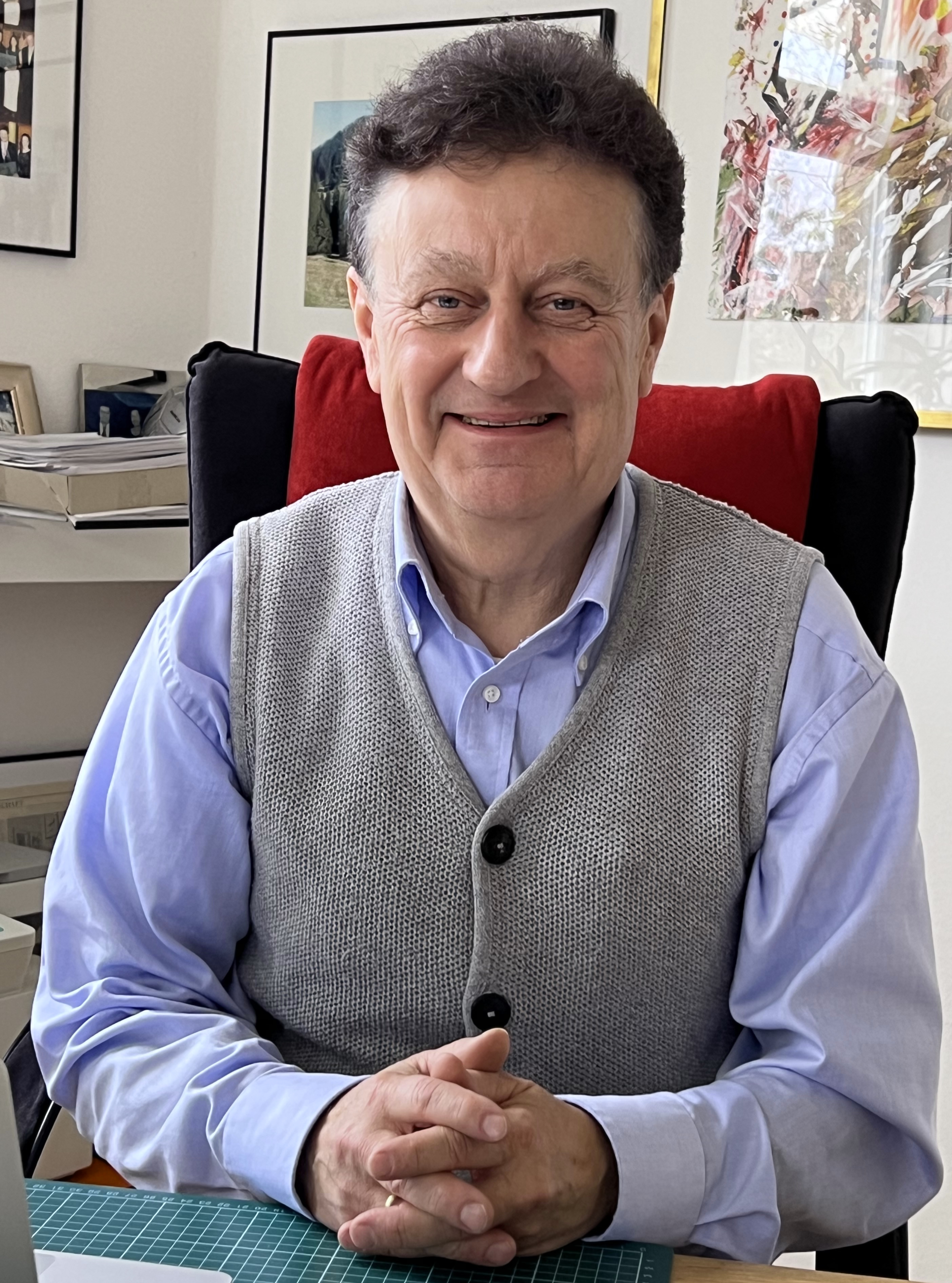
Wolfgang M. Heckl (* 1958)

- Hecklen, Henrik (* 1990), dänischer Pokerspieler
- Heckler, Edmund (1906–1960), deutscher Ingenieur, Unternehmer und Waffenproduzent
- Heckler, Joseph (1786–1857), deutscher Jurist und Heimatforscher
- Heckler, Margaret (1931–2018), US-amerikanische Diplomatin und Politikerin der Republikanischen Partei

#### Heckm
- Heckmair, Anderl (1906–2005), deutscher Bergsteiger und Bergführer
- Heckmair, Burgi (* 1976), deutsche Snowboarderin
- Heckman, Don (1930–2021), US-amerikanischer Jazz-Saxophonist (Alt) und Klarinettist, Komponist und Jazzkritiker
- Heckman, Gert (* 1953), niederländischer Mathematiker
- Heckman, James (* 1944), amerikanischer ÖkonomJames Heckman (* 1944)

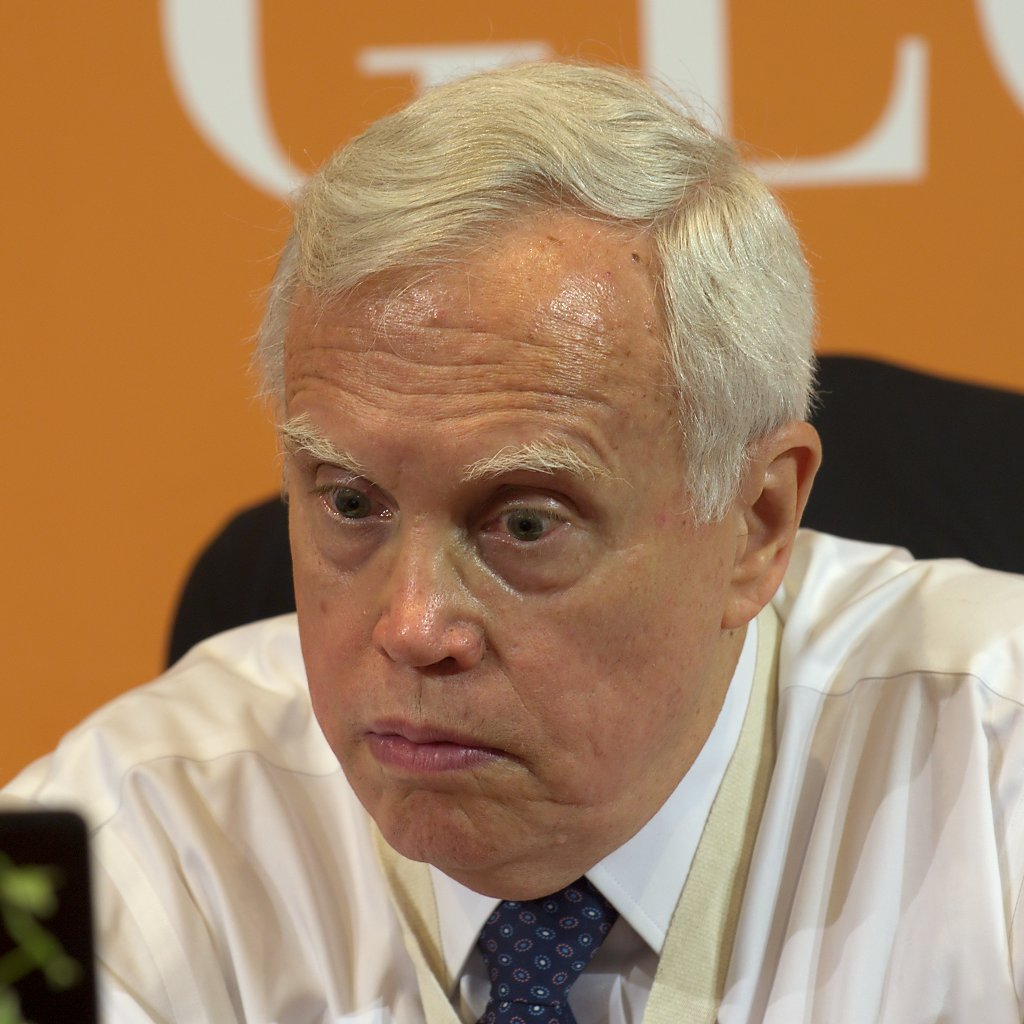
James Heckman (* 1944)

- Heckman, Ryan (* 1974), US-amerikanischer Nordischer Kombinierer
- Heckmann, Alexander (1908–1994), sowjetisch-wolgadeutscher Politiker (KPdSU) und Regierungschef der Wolgadeutschen Republik
- Heckmann, Carl Justus (1786–1878), deutscher Kupferschmied und Unternehmer
- Heckmann, Carl-Justus (1902–1993), deutscher Verfahrenstechniker
- Heckmann, Clemens August (1825–1884), deutscher Verwaltungsbeamter
- Heckmann, Dieter (* 1955), deutscher Archivar und Historiker
- Heckmann, Dieter (* 1959), deutscher Politiker (SPD), MdL (Saarland)
- Heckmann, Dirk (* 1960), deutscher Rechtswissenschaftler
- Heckmann, Friedrich (* 1925), deutscher Politiker (NPD)
- Heckmann, Friedrich (* 1941), deutscher Soziologe
- Heckmann, Friedrich (* 1953), deutscher Pfarrer und Hochschullehrer
- Heckmann, Gustav (1898–1996), deutscher Philosoph
- Heckmann, Harald (1924–2023), deutscher Musikwissenschaftler
- Heckmann, Heinz (1932–2012), deutscher Politiker (CDU), MdL
- Heckmann, Heinz (1932–2022), deutscher Musikpädagoge, Fagottist, Kirchenmusiker und Komponist
- Heckmann, Heinz-Dieter (1953–2016), deutscher Philosoph und Professor an der Universität des Saarlandes
- Heckmann, Herbert (1930–1999), deutscher Schriftsteller
- Heckmann, Hermann (1925–2016), deutscher Architekt und Autor von Büchern zur Architekturgeschichte
- Heckmann, Jochen (* 1968), deutscher Choreograf, Tänzer und Tanzpädagoge
- Heckmann, Karl (1866–1943), deutscher Heimatforscher
- Heckmann, Karl (1874–1947), deutscher Bergmann und Politiker (NLP), MdR
- Heckmann, Marie-Luise (* 1962), deutsche Historikerin und Hochschullehrerin
- Heckmann, Martin (1966–2022), deutscher Filmemacher und Medienkünstler
- Heckmann, Otto (1901–1983), deutscher Astronom
- Heckmann, Patrick (* 1992), deutscher BasketballspielerPatrick Heckmann (* 1992)

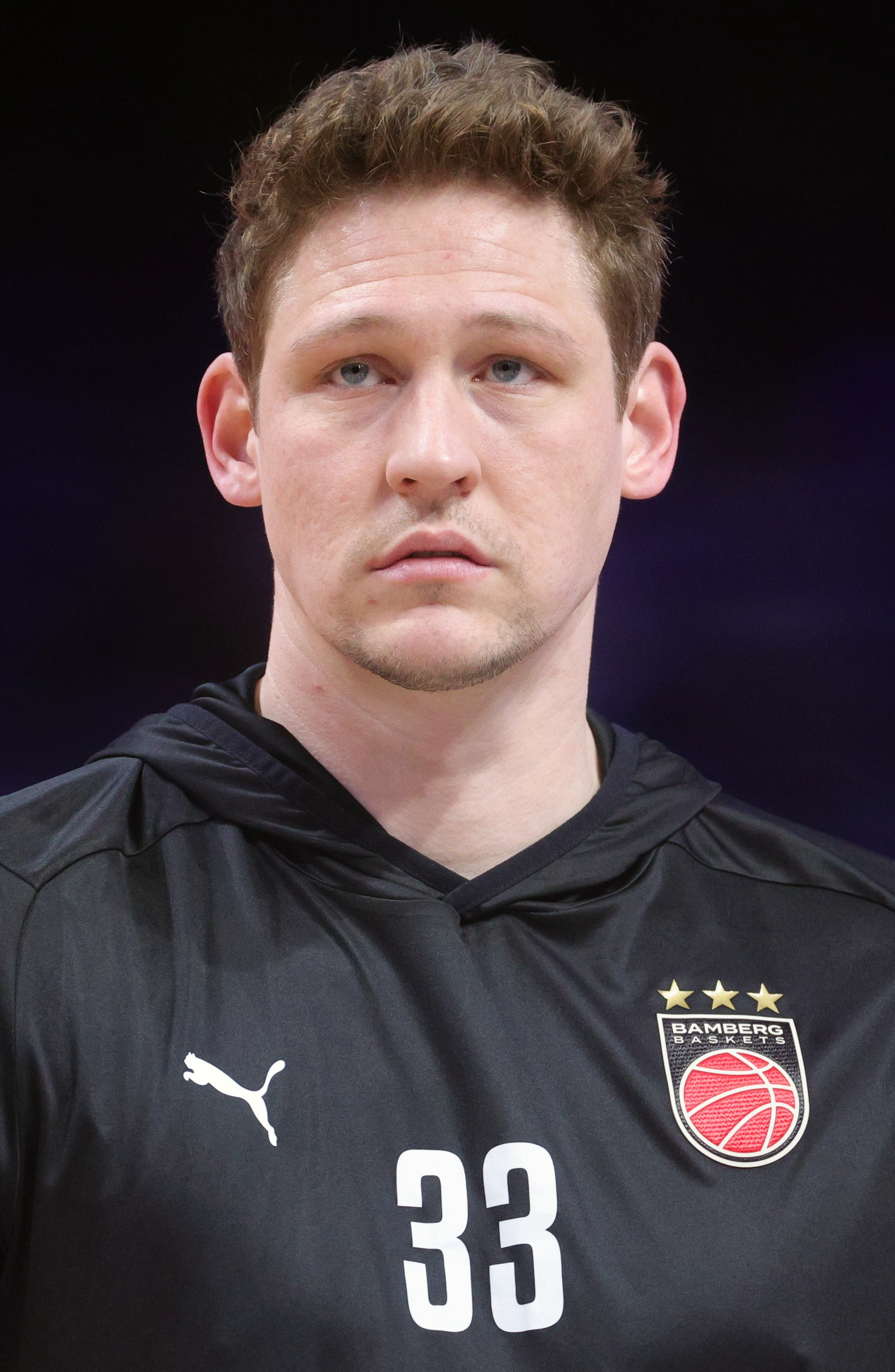
Patrick Heckmann (* 1992)

- Heckmann, Paul (1909–1980), deutscher Verwaltungsjurist
- Heckmann, Peter (1900–1966), deutscher Politiker (SPD), MdL
- Heckmann, Philipp (* 1959), deutscher Maler
- Heckmann, Sepp Dieter (* 1943), deutscher Messemanager
- Heckmann, Thomas P., deutscher Techno-DJ und -Musikproduzent sowie Plattenlabel-GründerThomas P. Heckmann

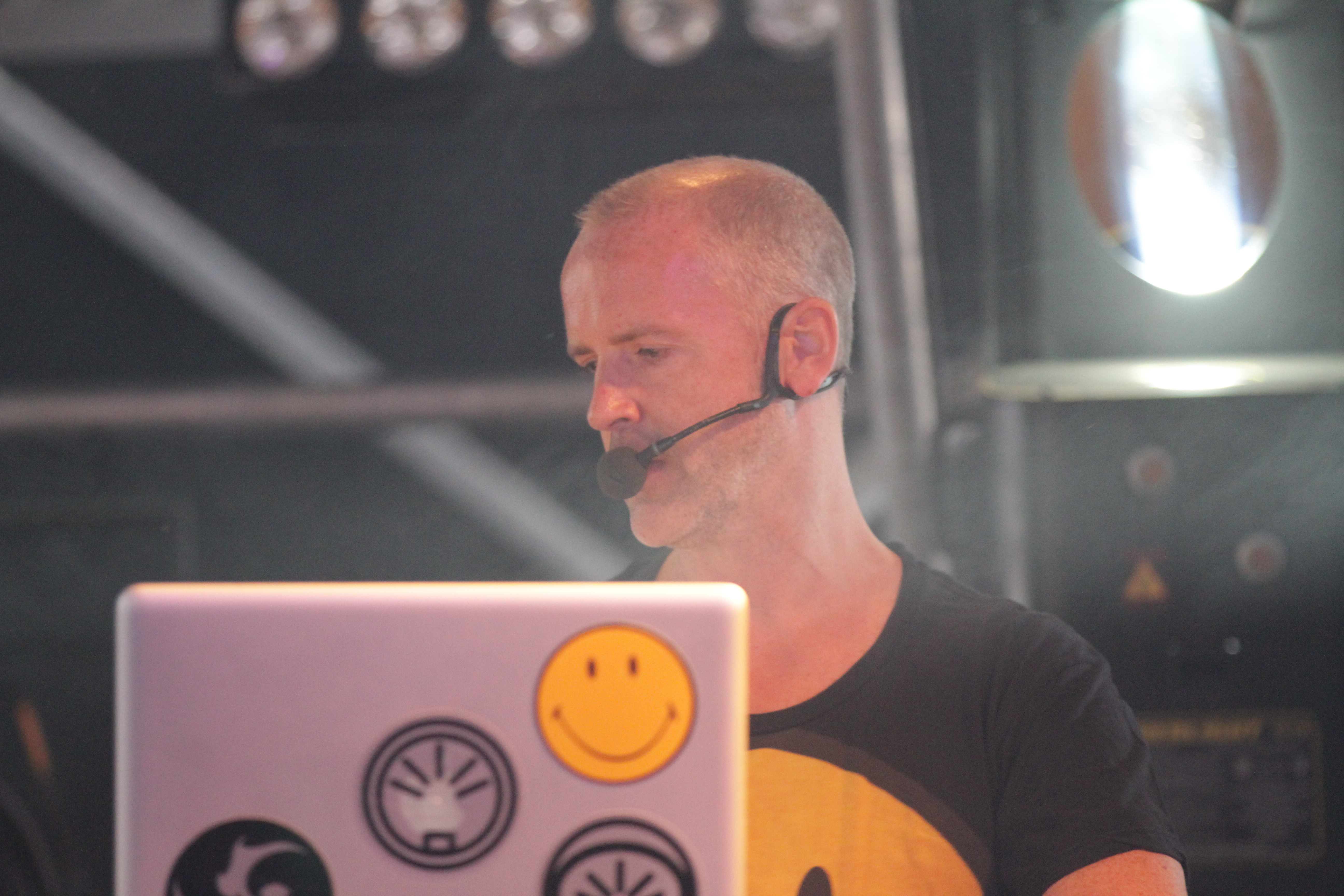
Thomas P. Heckmann

- Heckmann, Walter (1929–1994), deutscher Maler, Graphiker, Zeichner und Bildhauer
- Heckmann, Walter (1942–2009), deutscher Politiker (SPD)
- Heckmann, Werner (* 1961), deutscher Musiker
- Heckmann, Wilhelm (1897–1995), deutscher Konzert- und Unterhaltungsmusiker
- Heckmann, Willi (* 1952), deutscher Ringer, Trainer und Sportschulleiter
- Heckmann, Wolf (1929–2006), deutscher Schriftsteller und Chefredakteur
- Heckmann, Wolfgang (1946–2019), deutscher Psychologe und Hochschullehrer
- Heckmann, Yannik (* 1995), deutscher Schauspieler
- Heckmann-Janz, Kirsten (1946–2021), deutsche Hörfunkjournalistin und Autorin
- Heckmann-Stintzy, Louis (1812–1892), Notar und Politiker, MdR
- Heckmanns, Jürgen (1939–2019), deutscher Künstler und Hochschullehrer
- Heckmanns, Martin (* 1971), deutscher Schriftsteller und Dramatiker

#### Heckn
- Heckner, Fritz (1826–1904), deutscher Maschinenbau-Unternehmer und Verleger
- Heckner, Hans (1878–1949), deutscher Architekt und Stadtplaner, kommunaler Baubeamter
- Heckner, Ingrid (* 1950), bayerische Politikerin (CSU), MdL
- Heckner, Norbert (* 1953), deutscher Schauspieler und KabarettistNorbert Heckner (* 1953)

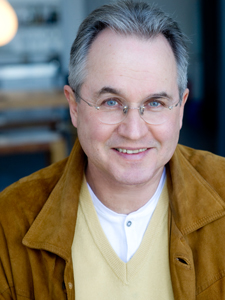
Norbert Heckner (* 1953)

- Heckner, Stephanie (1962–2023), deutsche Film- und Fernsehproduzentin

#### Hecko
- Hečko, František (1905–1960), slowakischer Lyriker, Prosaist und Publizist

#### Heckr
- Heckroth, Hein (1901–1970), deutscher Maler und Bühnenbildner
- Heckrott, Veit (1936–2007), deutscher Architekt und Hochschullehrer
- Heckrott, Wilhelm (1890–1964), deutscher Maler und Grafiker

#### Hecks
- Heckschen, Heribert (* 1959), deutscher Notar, Honorarprofessor, Honorarkonsul des Großherzogtums Luxemburg
- Heckscher, August (1848–1941), US-amerikanischer Industrieller, Unternehmer und Philanthrop
- Heckscher, August (1913–1997), US-amerikanischer Herausgeber, Autor, Hochschullehrer und Intellektueller
- Heckscher, Berthold (1917–1996), deutscher Politiker (SPD), MdL Bayern und Oberbürgermeister
- Heckscher, Eli (1879–1952), schwedischer Wirtschaftshistoriker
- Heckscher, Grete (1901–1987), dänische Fechterin
- Heckscher, Gunnar (1909–1987), schwedischer Politikwissenschaftler, Reichstagsmitglied, Vorsitzender der Högerpartiet (1961–1965), Botschafter
- Heckscher, Johann Gustav (1797–1865), deutscher Jurist und Politiker
- Heckscher, Siegfried (1870–1929), deutscher Jurist und Politiker (FVg, FVP), MdR
- Heckscher, Sten (* 1942), schwedischer Rechtsanwalt und sozialdemokratischer Politiker
- Heckscher, William (1904–1999), US-amerikanischer Kunsthistoriker
- Heckstall-Smith, Dick (1934–2004), britischer Blues-, Rock- und Jazz-Saxophonist

#### Heckt
- Heckt, Hanna (* 2015), deutsche SchauspielerinHanna Heckt (* 2015)

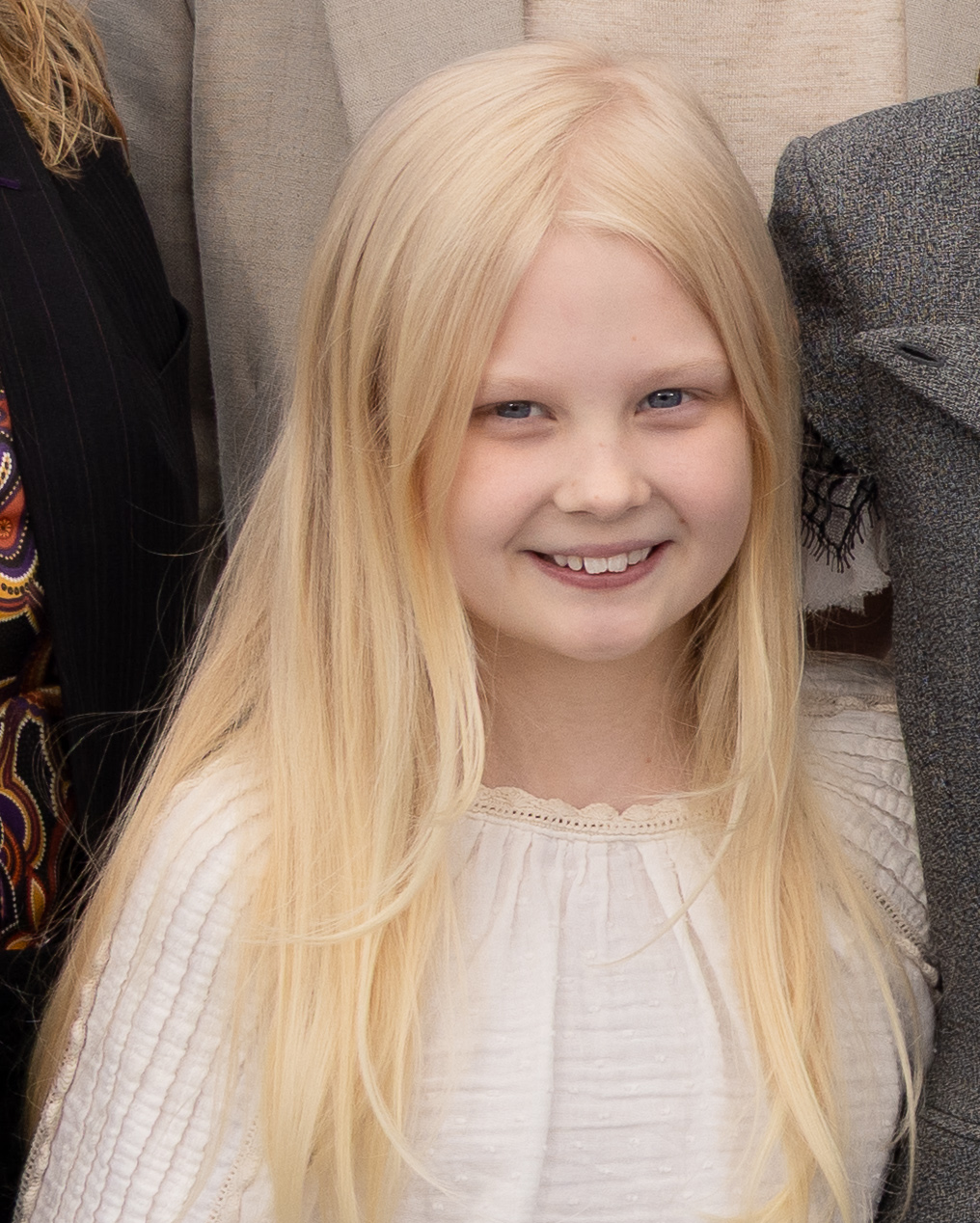
Hanna Heckt (* 2015)

- Hecktor, Mirko (* 1974), deutscher Balletttänzer, Choreograph, Autor, DJ und Herausgeber

#### Heckw
- Heckwolf, Frederick (1879–1924), US-amerikanischer Sprinter

### Hecl
- Hecl, Radoslav (* 1974), slowakischer Eishockeyspieler

### Heco
- Heco, Sedin (* 1997), bosnischer Dreispringer
- Hecox, Ian (* 1987), US-amerikanischer Videokünstler

### Hecq
- Hecquefeuille, Kévin (* 1984), französischer Eishockeyspieler
- Hecquet, Philippe (1661–1737), französischer Mediziner

### Hect
- Héctor Placeres, uruguayischer Radrennfahrer
- Hector, Adrian (* 1983), deutscher Politiker (Bündnis 90/Die Grünen)
- Hector, Alice (* 1982), britische Triathletin
- Hector, Anne French (1825–1902), irische Schriftstellerin
- Hector, Edgar (1911–1989), deutscher Jurist und Politiker (CVP), MdL
- Hector, Hans-Werner (* 1940), deutscher Unternehmer und Mitbegründer des Softwareunternehmens SAP AG
- Hector, Jacob (1872–1954), deutscher Arzt und Politiker
- Hector, James (1834–1907), schottisch-neuseeländischer Mediziner, Geologe, Forscher und Hochschullehrer
- Hector, Jamie (* 1975), US-amerikanischer Schauspieler haitianischer Abstammung
- Hector, Jonas (* 1990), deutscher FußballspielerJonas Hector (* 1990)

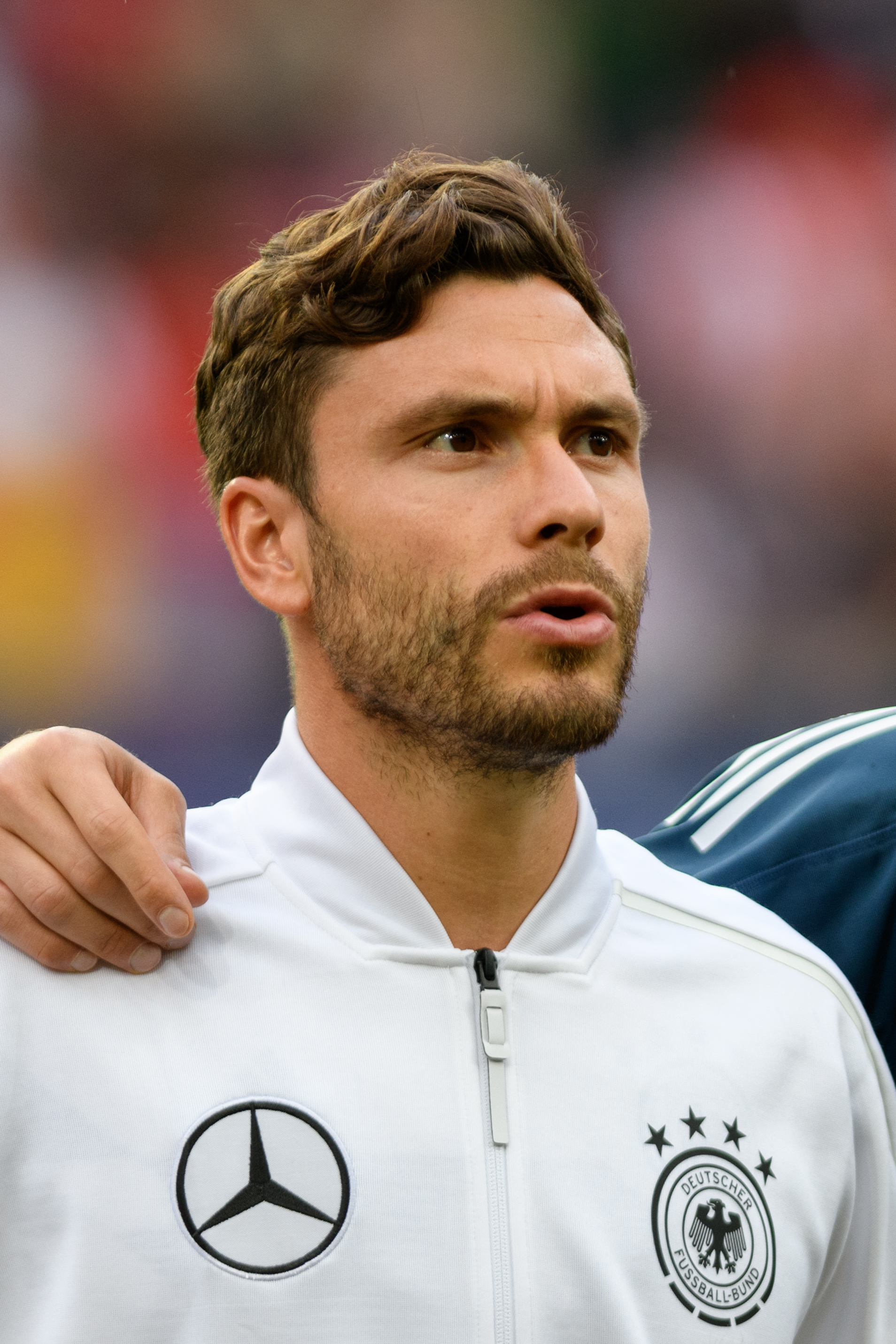
Jonas Hector (* 1990)

- Hector, Jonny (* 1964), schwedischer Schachgroßmeister
- Hector, Kevin (* 1944), englischer Fußballnationalspieler
- Hector, Kurt (1909–1981), deutscher Archivar
- Hector, Michael (* 1992), jamaikanischer Fußballspieler
- Hector, Pascal (* 1962), deutscher Diplomat
- Hector, Sara (* 1992), schwedische Skirennläuferin
- Hector, Wilhelm (1855–1918), deutscher Architekt